# 沙田区
座標: 北緯22度23分8秒 東経114度11分35秒 / 北緯22.38556度 東経114.19306度
沙田区（さでんく、広東語読み：サーティンキョイ）は、香港の18の行政区画のうちの1つであり、新界に位置する9つの地区のうちの1つである。沙田、大囲、馬鞍山、火炭、小瀝源の他、香港中文大学が位置する馬料水などの地域を含む。地区の人口は香港で最も多い。2001年の国勢調査によると、48の村に居住する約2万7000人の新界原居民が人口に含まれている。

## 地理

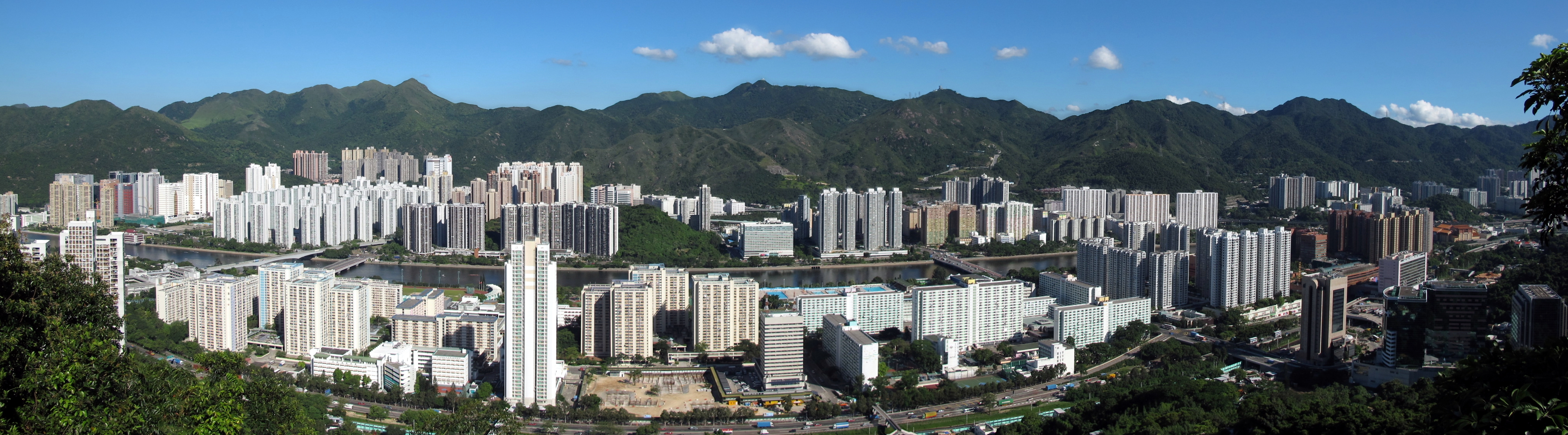
沙田ニュータウン

沙田区の市街地はもともと、沙田海と城門川の両岸に位置する、大囲、火炭、禾輋、石門、小瀝源、圓洲角、九肚山、馬料水などを含む埋立地で構成されていた。現在では、馬鞍山や烏渓沙へも拡大している。沙田ニュータウンは、海を埋め立てるかたちで形成されており、両側から埋立が行われた結果、現在では湾の中央部にあった比較的深い部分が、城門川の延長として残っている。
沙田区は香港ではじめて、都市計画の概念を持ち込んだ地区として知られる。ニュータウンは、城門川から山の中腹まで、南西から北東方向に向かって開発された。東鉄線沙田駅周辺には沙田市中心が設置され、政府機関、公園、交通ハブ、大型のショッピングモールなどが集積している。

## 歴史

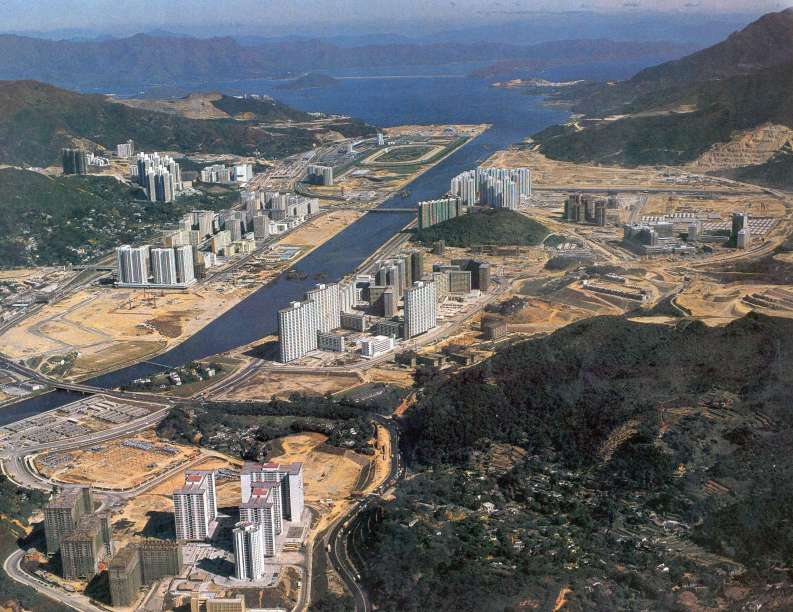
1982年の沙田

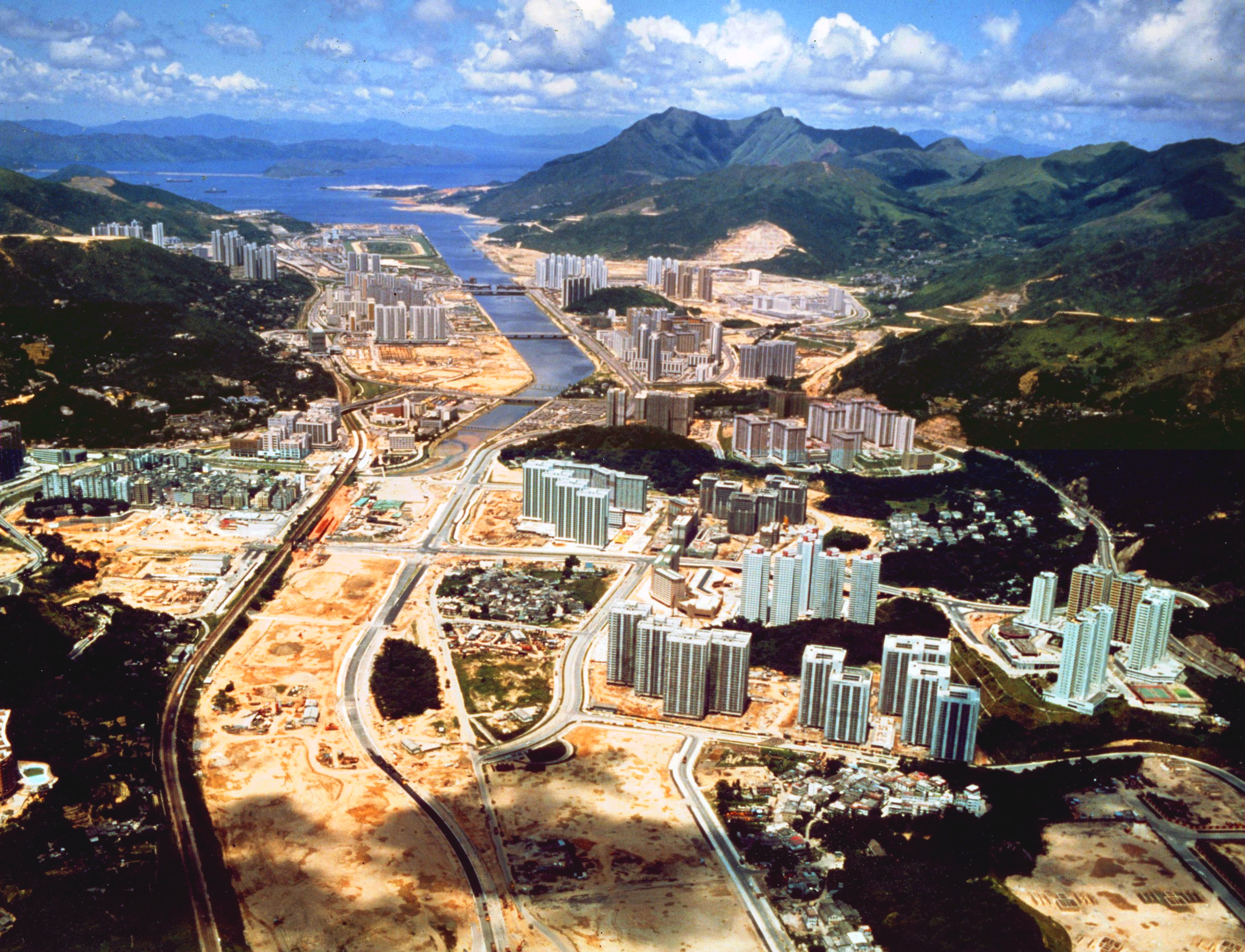
1983年の沙田

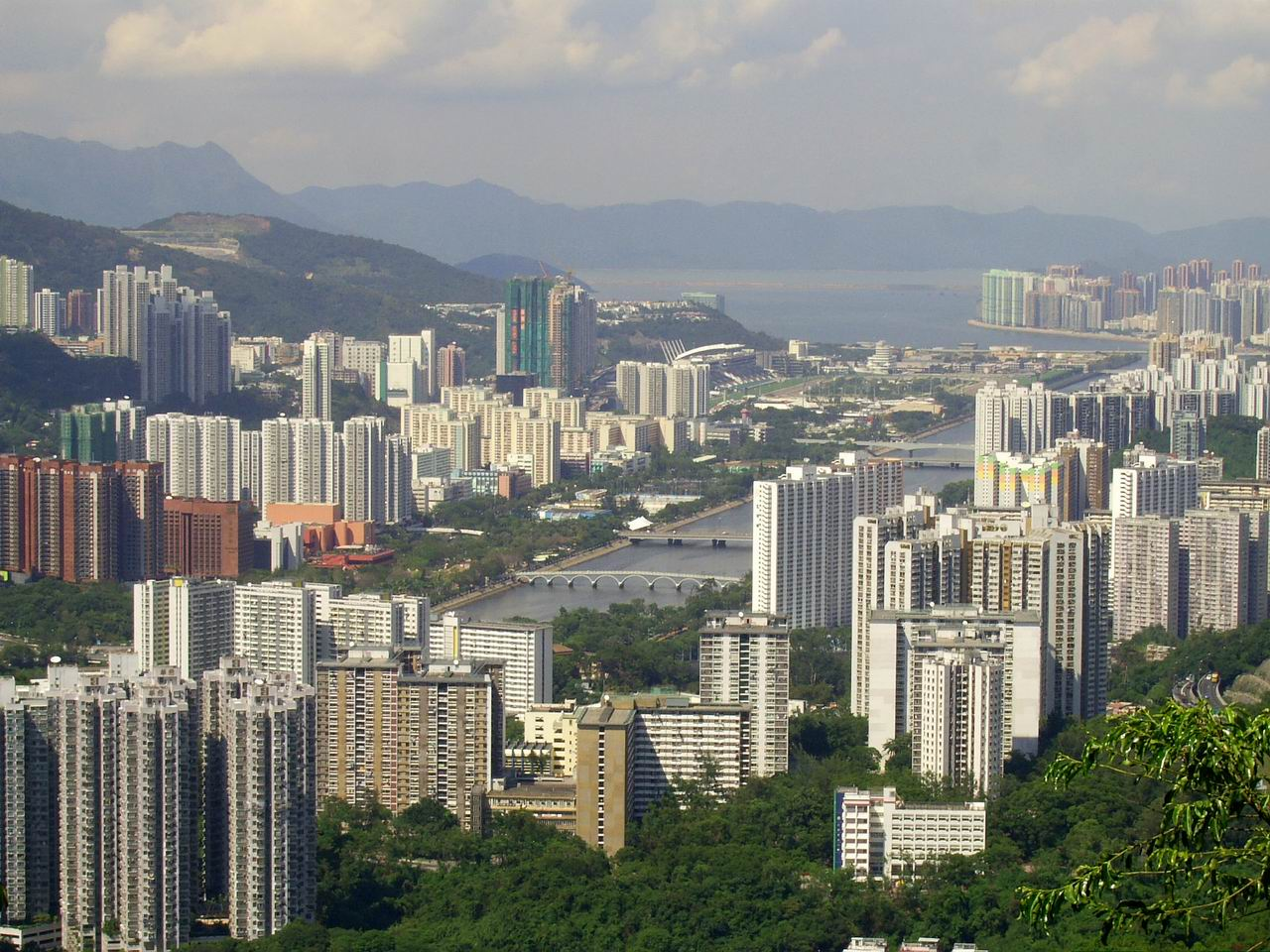
2008年の沙田

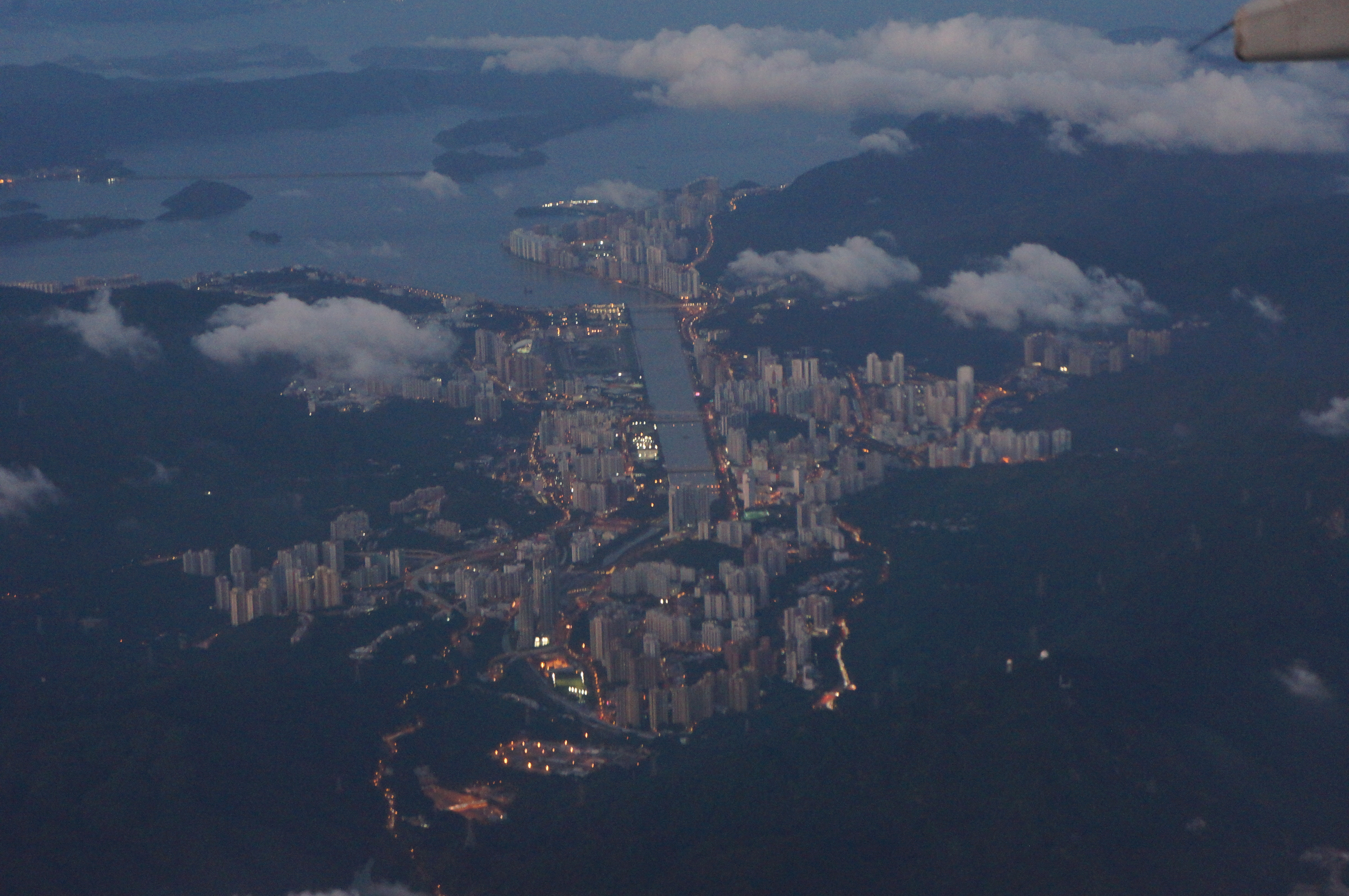
香港国際空港を離陸した飛行機から撮影した沙田（2016年10月）

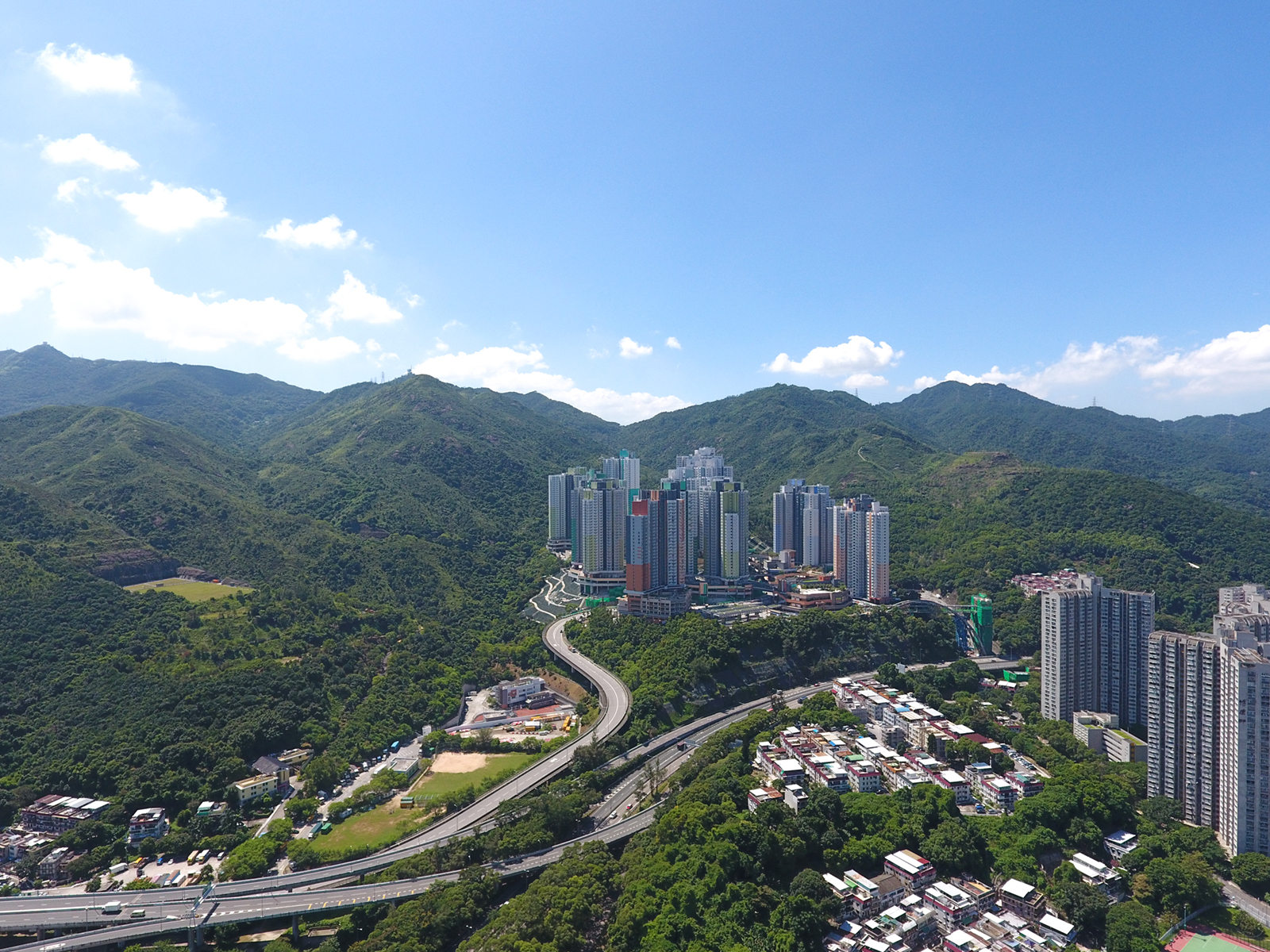
沙田水泉澳地区（2016年）

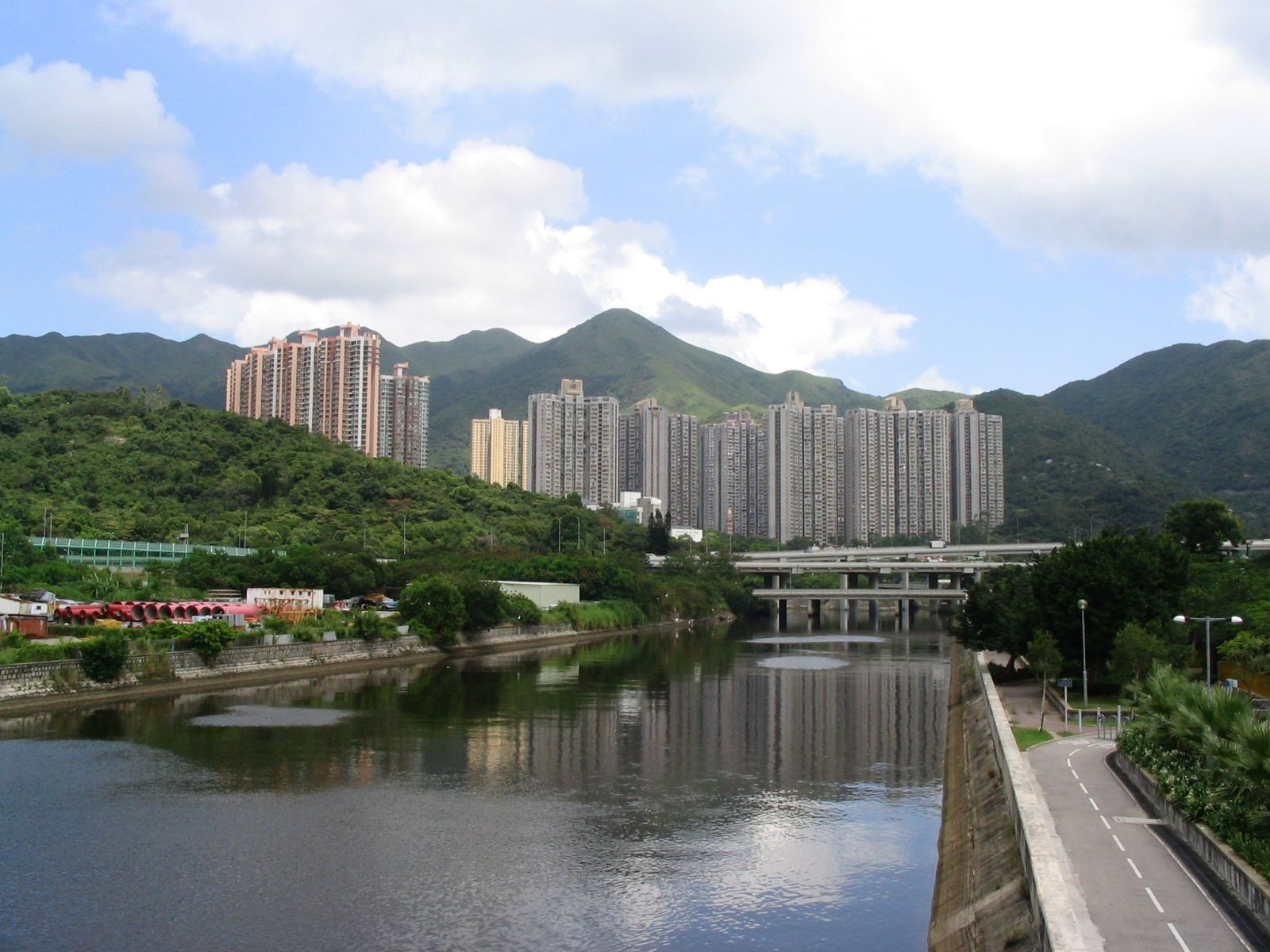
小瀝源地区

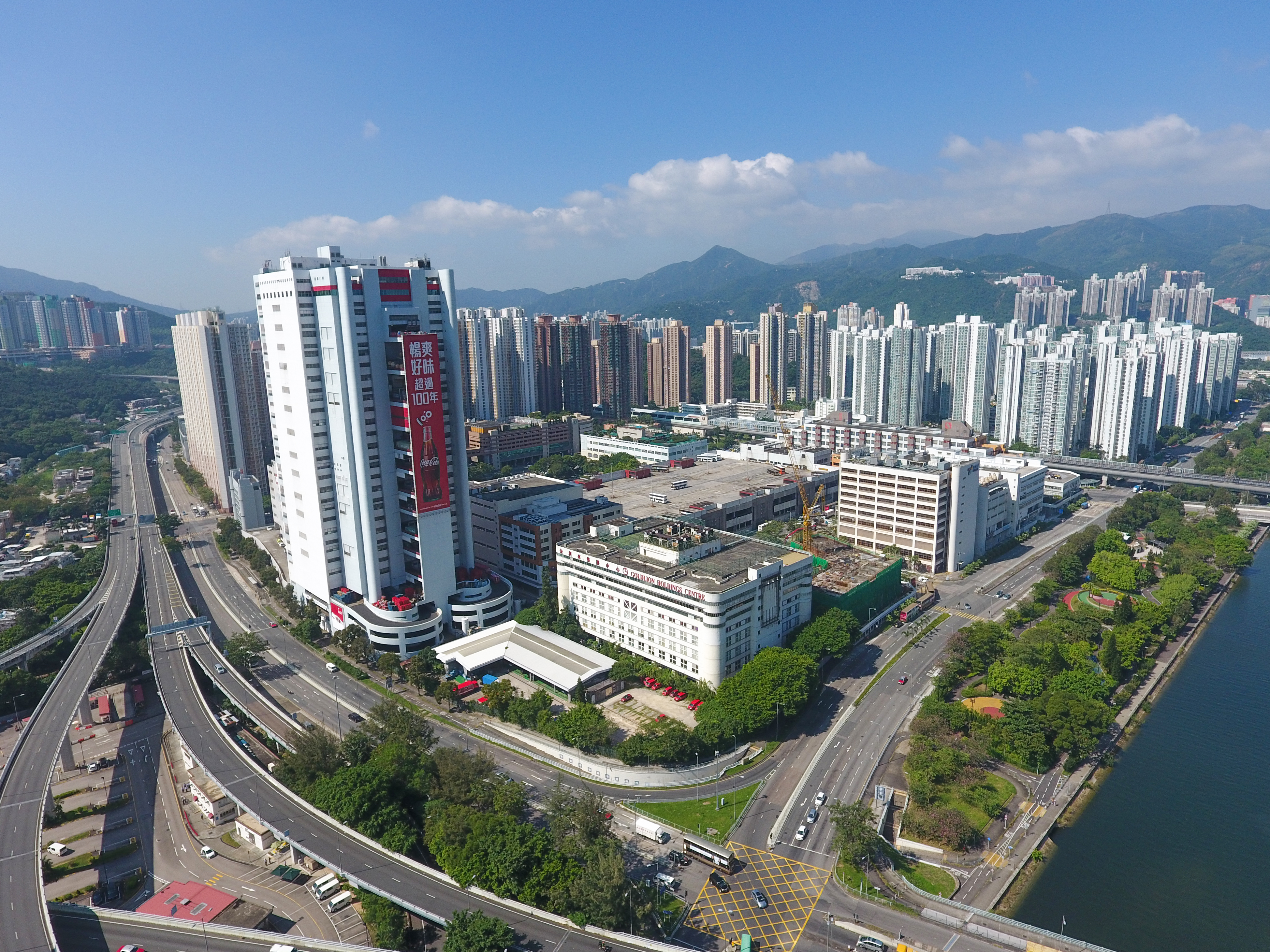
7.5ヘクタールある小瀝源の工業団地

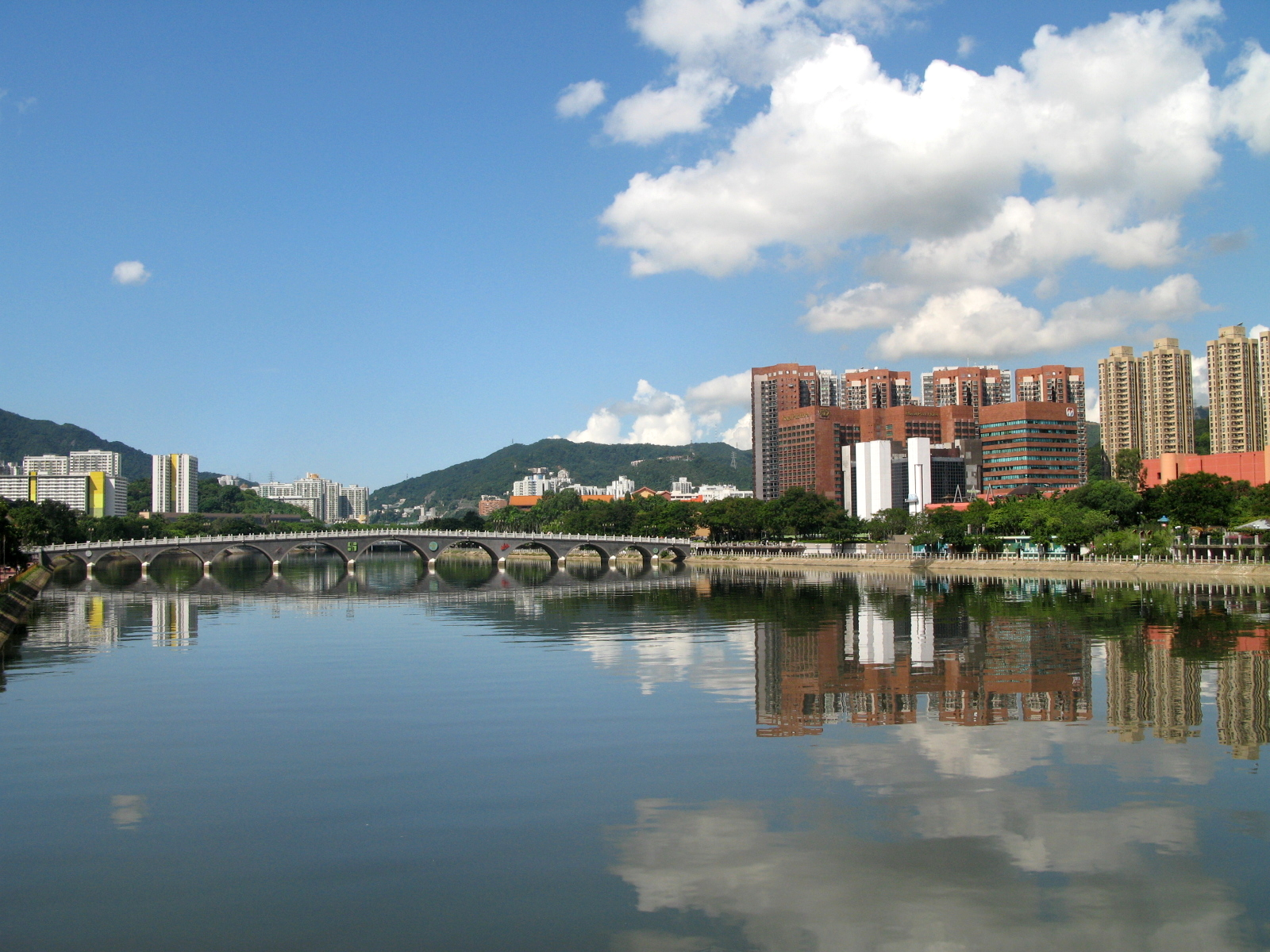
城門川に架かる瀝源橋

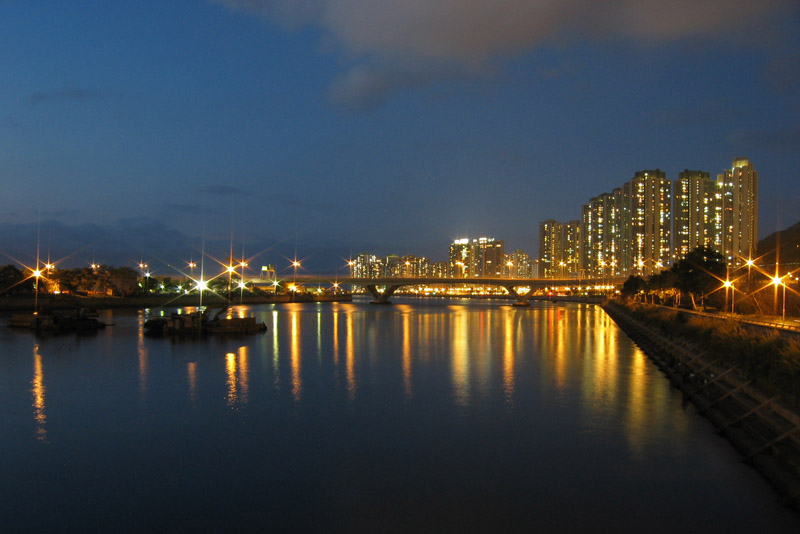
城門川の夜景

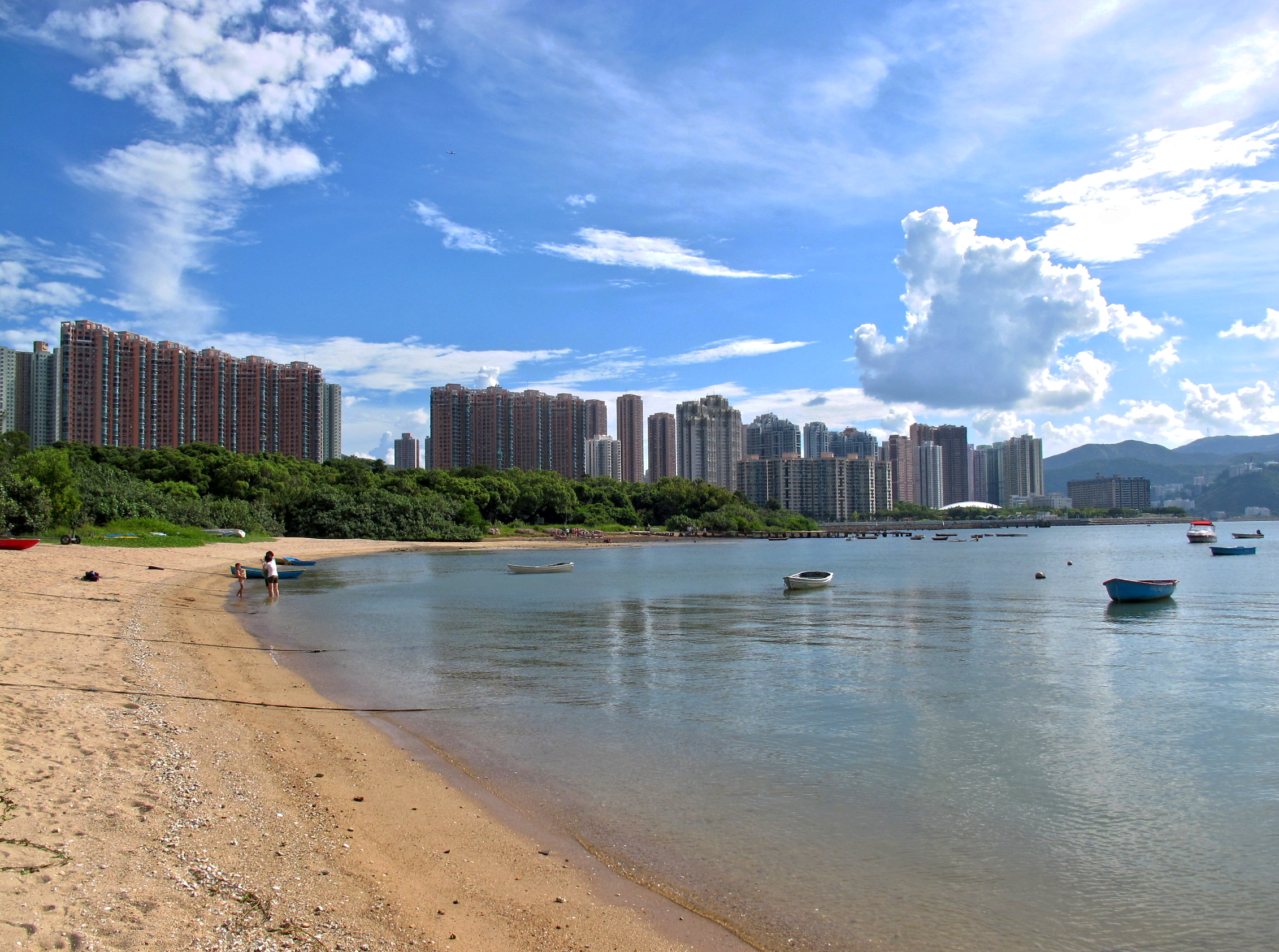
烏渓沙のビーチ

### 開発前
沙田区の一帯は、古くは瀝源と呼ばれていた。これは、城門川を流れる水に由来する地名である。隣接する大埔区では、石器時代から原住民が住んでおり、沙田区では、馬鞍山で新石器時代や青銅器時代の出土物が発見されていることから、明の時代以前には既に人が定住していたとされる。河岸に位置するため、主に農業が営まれていた。
1574年、現在の大囲一帯に、大囲村が建設され、城壁で囲まれた村としてはこの地域で最古かつ最大のものである。その後、城門川沿いの浅瀬であった山下囲、小瀝源、沙田にも村落が形成された。当時、城門川の河口は現在の獅子橋付近にあり、その北東は沙田海で、圓洲角は沙田海の中欧に浮かぶ小島であった。
清の時代には、瀝源に存在した40以上の村が「沙田九約」を結び、共同で治安維持を行うようになった。当時瀝源には市場がなかったため、最寄りの大埔墟（現在の大埔旧墟）まで徒歩や小舟で向かわなければならなかった。

### イギリス統治時代
1898年、清とイギリスは展拓香港界址専条に署名し、沙田も植民地の範囲内に含まれることとなった。このときイギリス軍は調査団を派遣し、もともと一村にすぎなかった沙田囲を瀝源全体の地名と勘違いしたことから、地域の総称として沙田という名称が根付いた。
1910年、九広鉄路が開通し、沙田村の近くには沙田駅が設けられた。それ以来、沙田の地名はだんだんと知名度を上げていったが、反対に旧来の瀝源は忘れられていった。1920年代には、オーストラリア国籍の華僑であった劉希成が、沙田駅周辺の鹹水田を購入したが、開発は行われなかった。1937年、暴風雨が一帯を襲い、大埔では6mを超える波が発生した。海水は沙田海に流れ込み、湾の両岸の広大な土地が浸水したため、多くの犠牲者を出した。1950年、劉希成の息子が、沙田駅周辺の大きな農地（現在のニュータウンプラザ一帯）に沙田墟を建設し、1956年に完成した。面積は15万平方フィートにも及び、ローストした鶏やお粥で知られるようになった。しかし、1962年に再び台風ワンダが香港を襲い、沙田墟と近くにあった軍用の沙田飛行場が被害を受け、犠牲者が出た。

### ニュータウンの発展
香港の人口増加に対応するため、1960年、香港政府は沙田を衛星都市として開発することを決め、翌1961年に最初の都市計画を策定した。当初は大埔理民府のもとで計画が進められていたが、その後沙田理民府として独立することとなった。しかし、ニュータウン計画が正式に開始されたのは、先住民の村や沙田飛行場が撤去された1973年のことであり、沙田海と城門川の両岸で大規模な開発プロジェクトが実施された。1979年、沙田墟で火災が発生し、廃墟と化してしまったため、香港政府は沙田ニュータウン建設のために沙田墟を取り壊した。1980年代、政府は当初の計画の規模を、36万人が収容できる計画へと拡大することを決定し、沙田区は馬鞍山を含む現在の規模となった。1981年4月には、沙田区議会が設立されている。

### 年表
- 1574年 - 大囲一帯に大囲村が完成。
- 1898年 - 清とイギリスが展拓香港界址専条に署名、深圳河以南が英国植民地・香港となり、沙田も含まれる。
- 1910年 - 九広鉄路（現在の港鉄東鉄線）が開通、沙田駅が開業。
- 1920年代 - オーストラリア人華僑の劉希成が沙田駅周辺の塩田を購入[1]。
- 1937年 - 高潮が吐露港から沙田海に流れ込み、浸水被害、犠牲者多数を出す。
- 1945年 - 沙田郷公所（沙田郷事委員会の前身）が成立[1]。
- 1949年 - イギリス陸軍航空隊の沙田飛行場が完成。
- 1956年 - 沙田墟が完成。九広鉄路馬料水駅（現在の東鉄線大学駅）が開業。
- 1962年 - 台風ワンダが香港を襲来、沙田墟や沙田飛行場に被害。
- 1963年 - 香港中文大学が設立、馬料水の崇基山にキャンパスの設置決定。
- 1967年 - 獅子山トンネル南行が完成し、交通事情が大幅に改善。沙田と九龍が直接結ばれる。
  - 11月 - 中文大学の起工式、着工。
- 1969年-1973年 - 中文大学の本部、新亜書院などが馬料水へ段階的に移転。
- 1973年 - 沙田ニュータウンが正式に着工。
- 1975年 - 最初の公営住宅である瀝源邨で入居開始。
- 1976年6月16日 - 沙田旧墟の28店舗が取り壊され、大埔公路（現在の大埔公路沙田段）が拡張（現在の大埔公路沙段）[2]。
- 1977年3月 - 1980年 - 沙田区で最初の高層民間住宅・世界花園が完成、入居開始。
- 1978年
  - 1月18日 - 獅子山トンネル南行が完成。
  - 8月25日 - 午前0時7分、沙田旧墟で火災発生、317名が住居を失う[3]。
- 1978年10月7日、沙田競馬場が完成、九広鉄路の馬場駅開業[4]。
- 1980年3月4日 - 沙田旧墟に残っていた店舗の取り壊し[5]。
- 1981年 - 沙田区議会が設立。
  - 4月26日 - 新筆架山トンネルが開通。
- 1982年 - 城河東に最初の大型民間住宅、沙田第一城が完成。九広鉄路の電化に伴い、新沙田駅と威爾斯親王病院（中文大学病院）が開業。
- 1983年 - 九広鉄路の大囲駅が臨時駅として開業。九広鉄路全線で電化が完了。
- 1984年 - 沙田体育会が「沙田ドラゴンボートレース」を開催。当初、河東・浜景花園付近の城門川で行われたが、翌年から河西・翠榕橋から沙燕橋までの現行区間に移された。
- 1984年12月 - ニュータウンプラザ完成。ヤオハンが開業し、開業記念の花火大会が開催。
- 1985年 - 九広鉄路の火炭駅が開業。火炭地区最大の大型民間住宅、銀禧花園（第1期）で入居開始。
- 1986年 - 火炭地区の大型住宅、銀禧花園（第2期）で入居開始。大囲駅が常設の駅となる。
- 1987年 - 沙田区役所が完成、香港で2番目の庁舎となる。馬鞍山最初の公営住宅、恒安邨が完成。
- 1988年 - 沙田裁判所、沙田公共図書館、沙田公園が完成。
- 1990年 - 城門トンネルが完成。区内2本目のトンネルとなる。
- 1991年 - 大老山トンネルが完成。九龍を結ぶ2本目のトンネルとなる。
- 2000年 - 香港最大の博物館、香港文化博物館が完成。
- 2002年 - 沙田政府庁舎が完成。Citylinkと旧沙田政府庁舎（現在の嘉御山）にあった機関の一部が移転。
- 2004年 - 馬鞍山鉄路（現在の港鉄馬鞍山線）が開通。
- 2005年 - 馬鞍山公共図書館と馬鞍山体育館が完成。ボートレースのゴール・セレモニー会場となるドラゴンボードパビリオンが完成。
- 2008年 - 青沙コントロールエリアとシティアートスクエアが開業。
- 2009年3月 - 難燃性の材質を用いた最初の住宅、御龍山で入居開始。
- 2012年 - 香港では中環の国際金融中心と港鉄黄竹坑車庫に次ぎ、沙田区では初めての高さ200mを超える建設プロジェクトである、大囲駅の開発計画が新世界発展に承認される。
- 2015年 - 屯馬線の獅子山鉄道トンネルが開通。
- 2017年 - 屯馬経由で顕径駅と紅磡駅を結ぶ新設区間が完成、電化完了。
- 2019年7月14日 - 沙田区の「沙田一隅」が、逃亡犯条例改正案に反対するデモを実施。

## 住宅
沙田区は主にニュータウンを中心とする住宅地となっており、香港で最も人口が多い。現在の人口はおよそ64万人であるが、最終的には70万人が収容できるよう計画されている。人口のおよそ65％が、城門川から両岸の山の中腹にかけて、平坦な場所に主に分布する公営住宅に居住する。また、ニュータウンの境界付近には原居民の暮らす48の村があり、ここに2万9千人が居住する。

### 公営住宅
沙田区の開発に際して、香港住宅委員会は1970年に公営住宅の建設計画を策定した。最初に完成したのは、港鉄沙田駅近くにある瀝源邨であり、1976年に7棟の長方形集合住宅が置かれた。2番目の禾輋邨は1979年に完成、現在では沙田最大の人口を抱えている。また、水泉澳邨は沙田最大の戸数をもつ。現在、沙田には香港住宅委員会の賃貸型公営住宅が22棟、香港住宅協会のものが1棟存在する。

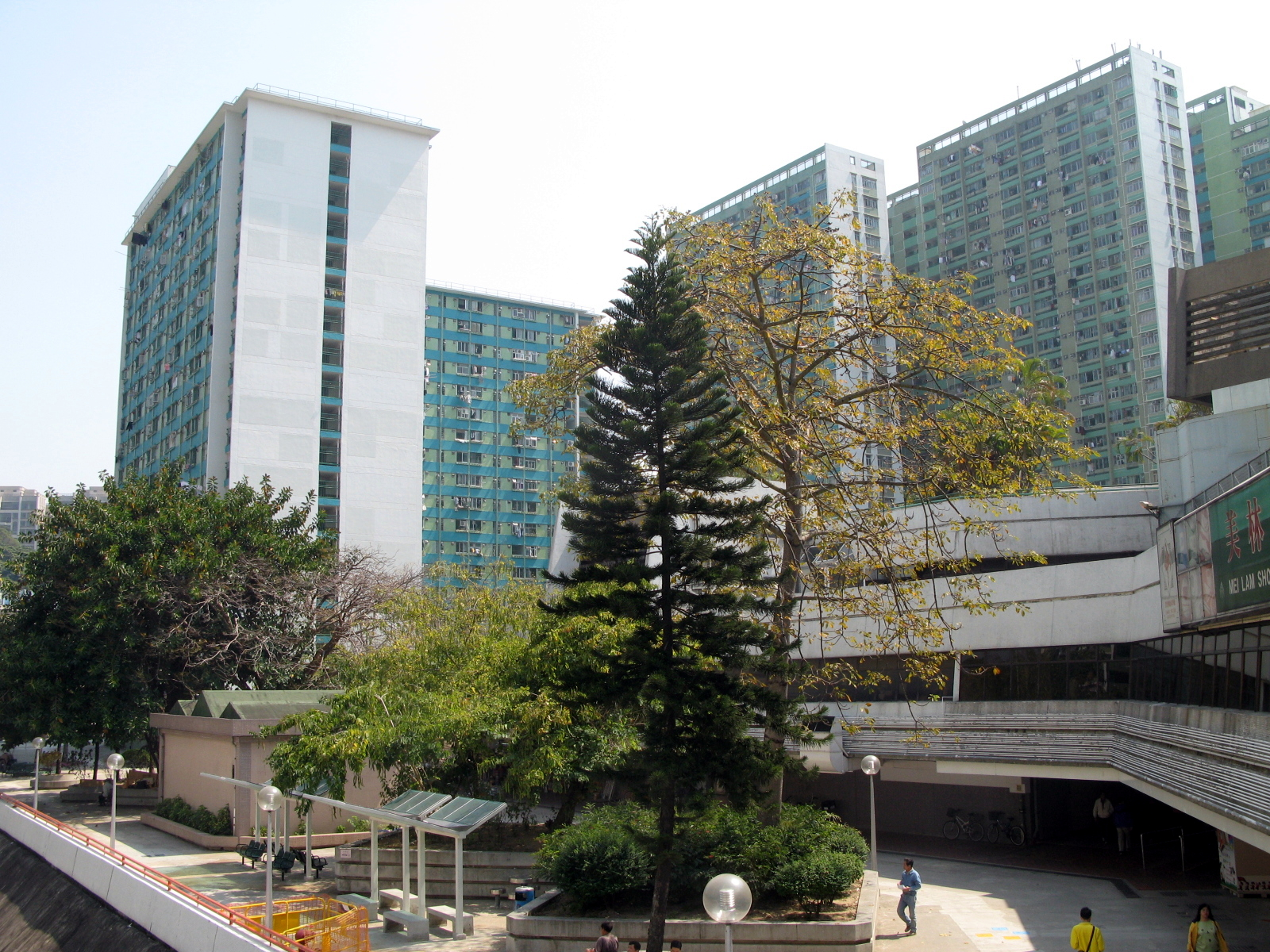
美林邨
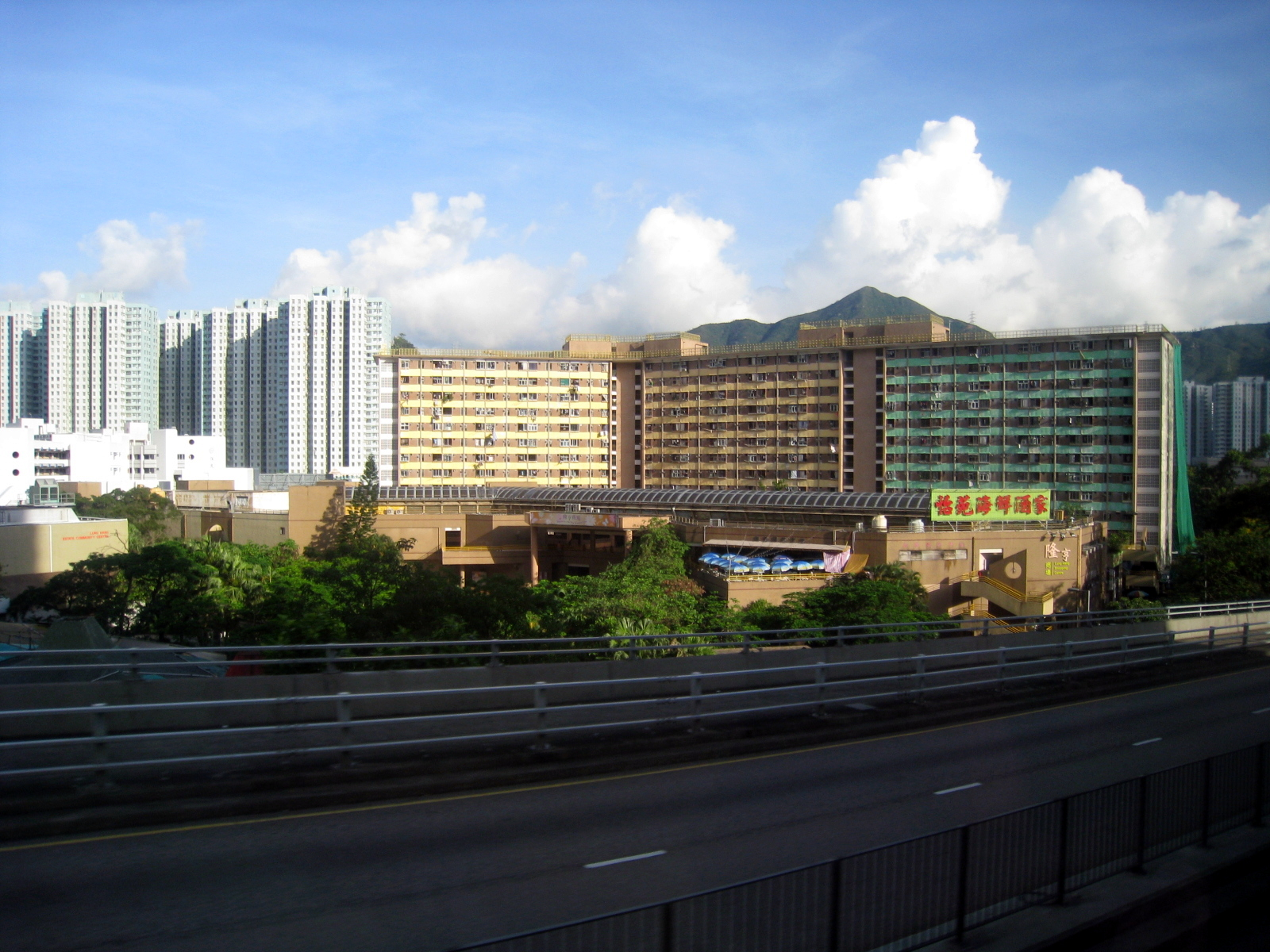
隆亨邨
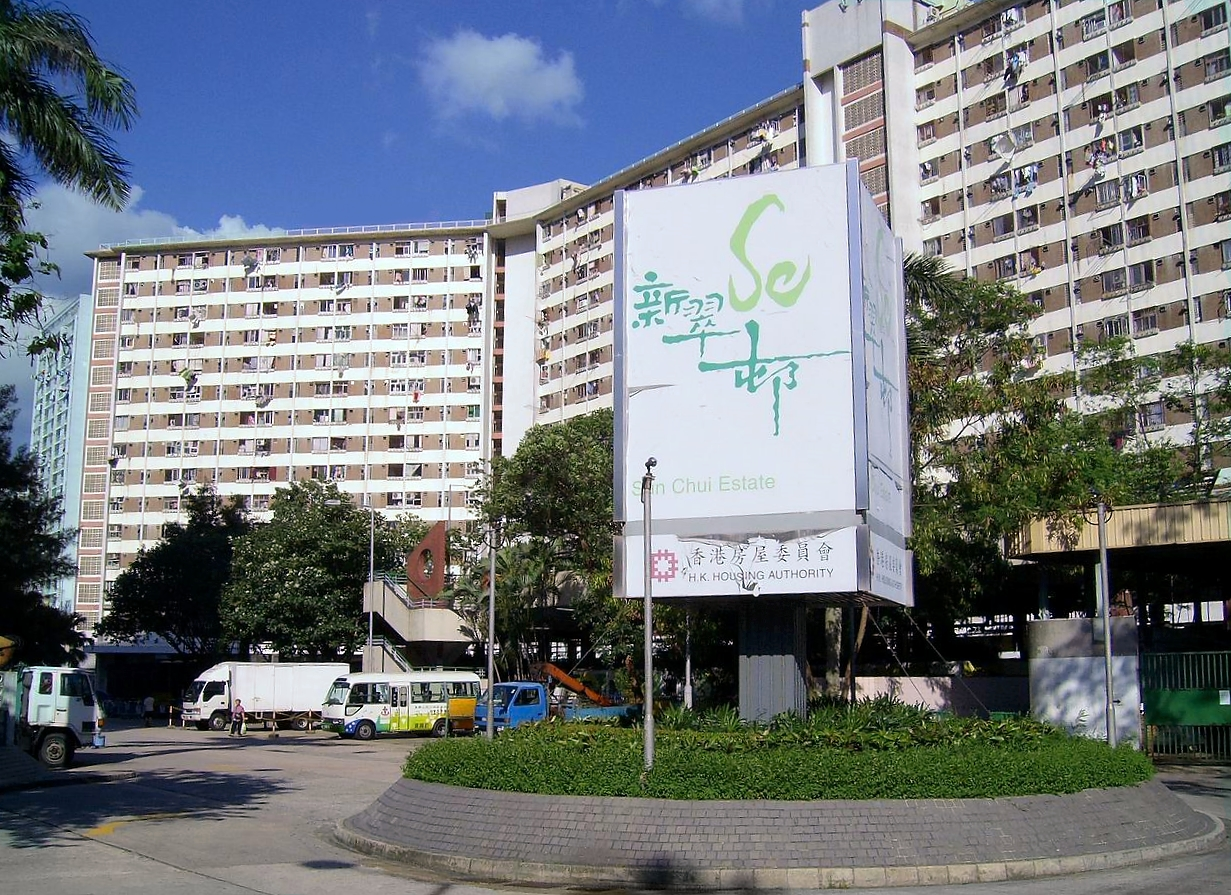
新翠邨
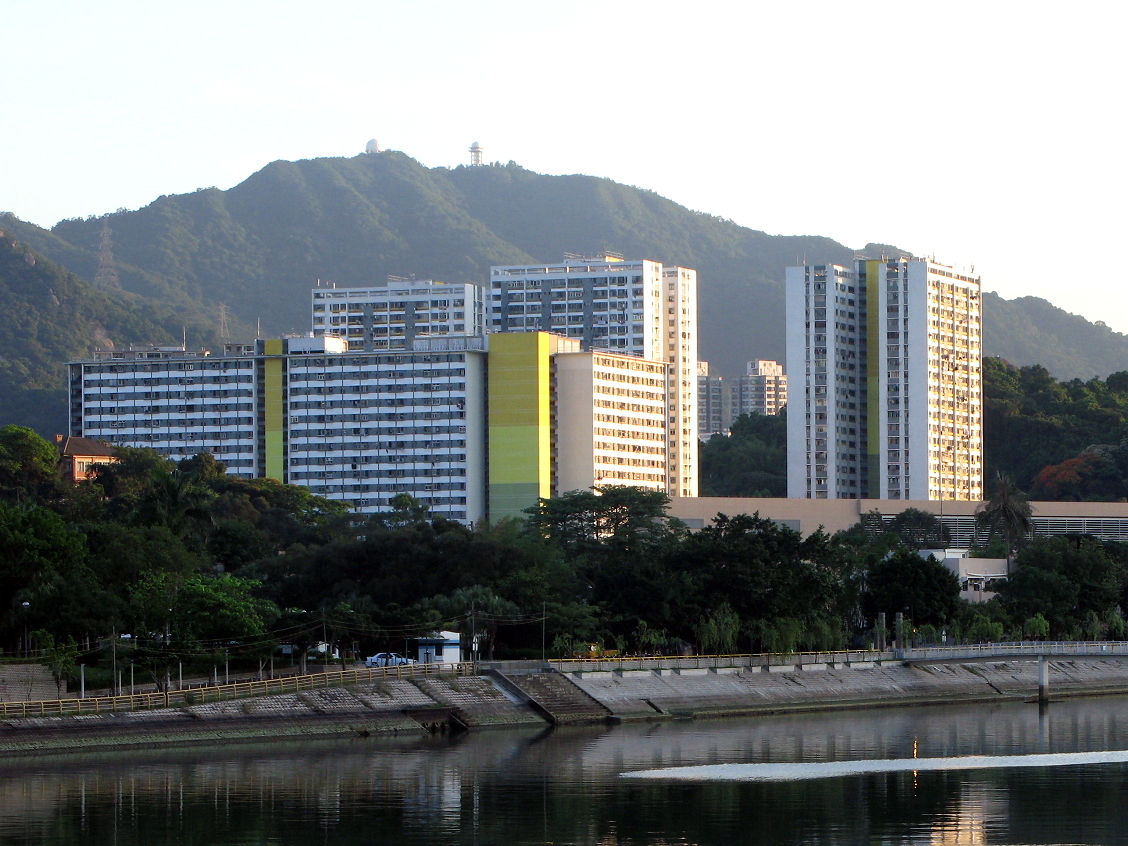
秦石邨
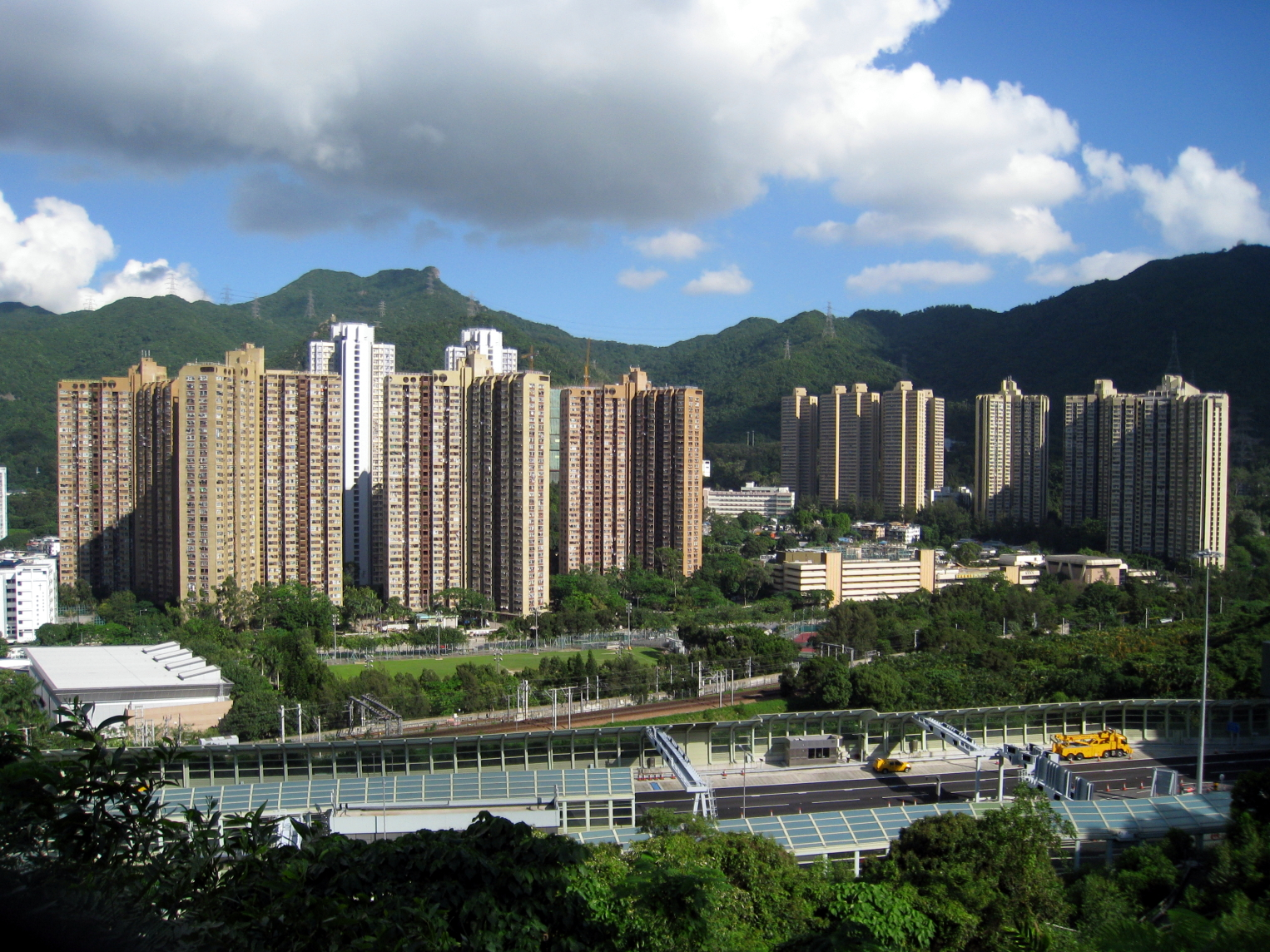
顕径邨
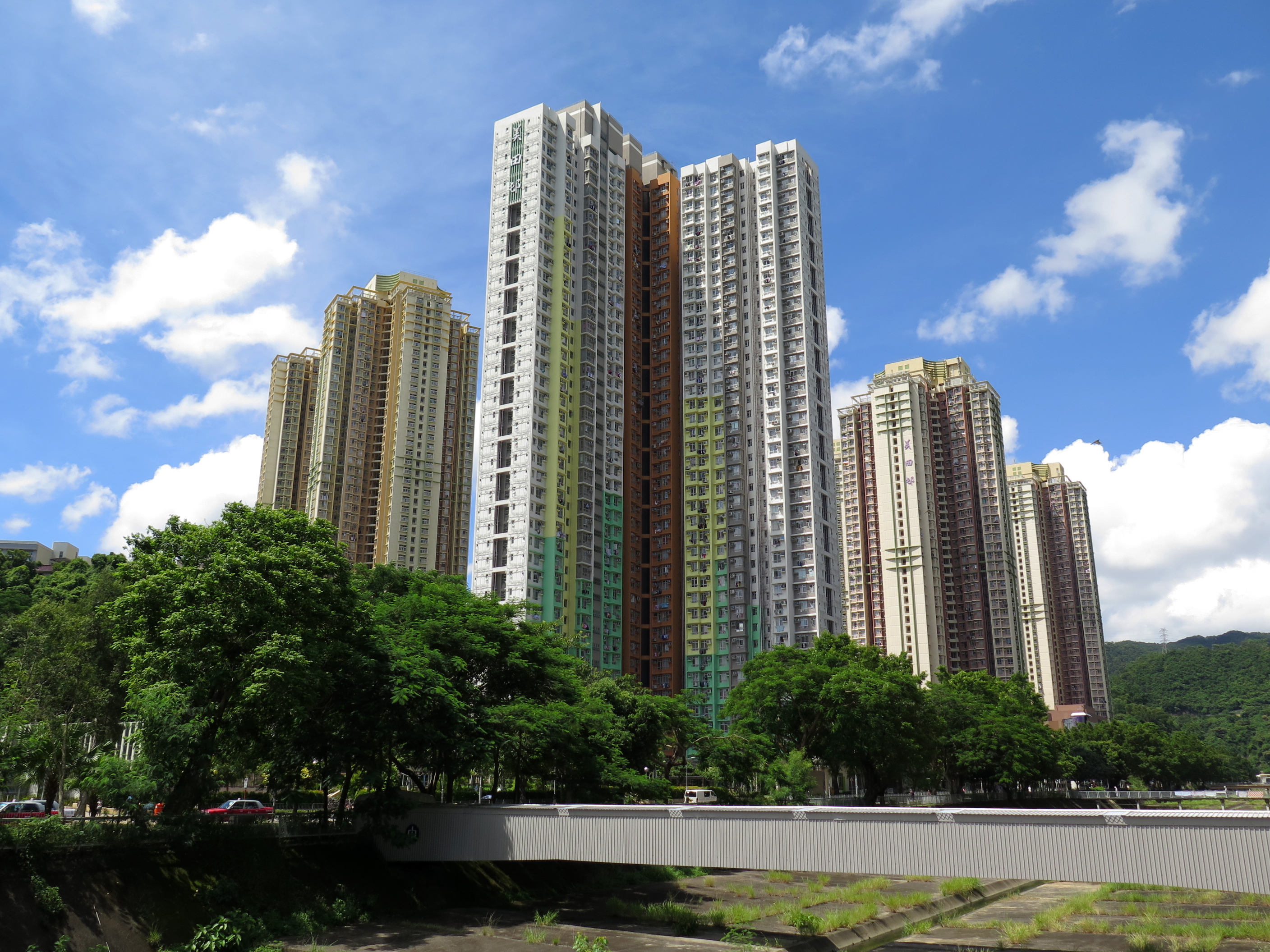
美田邨
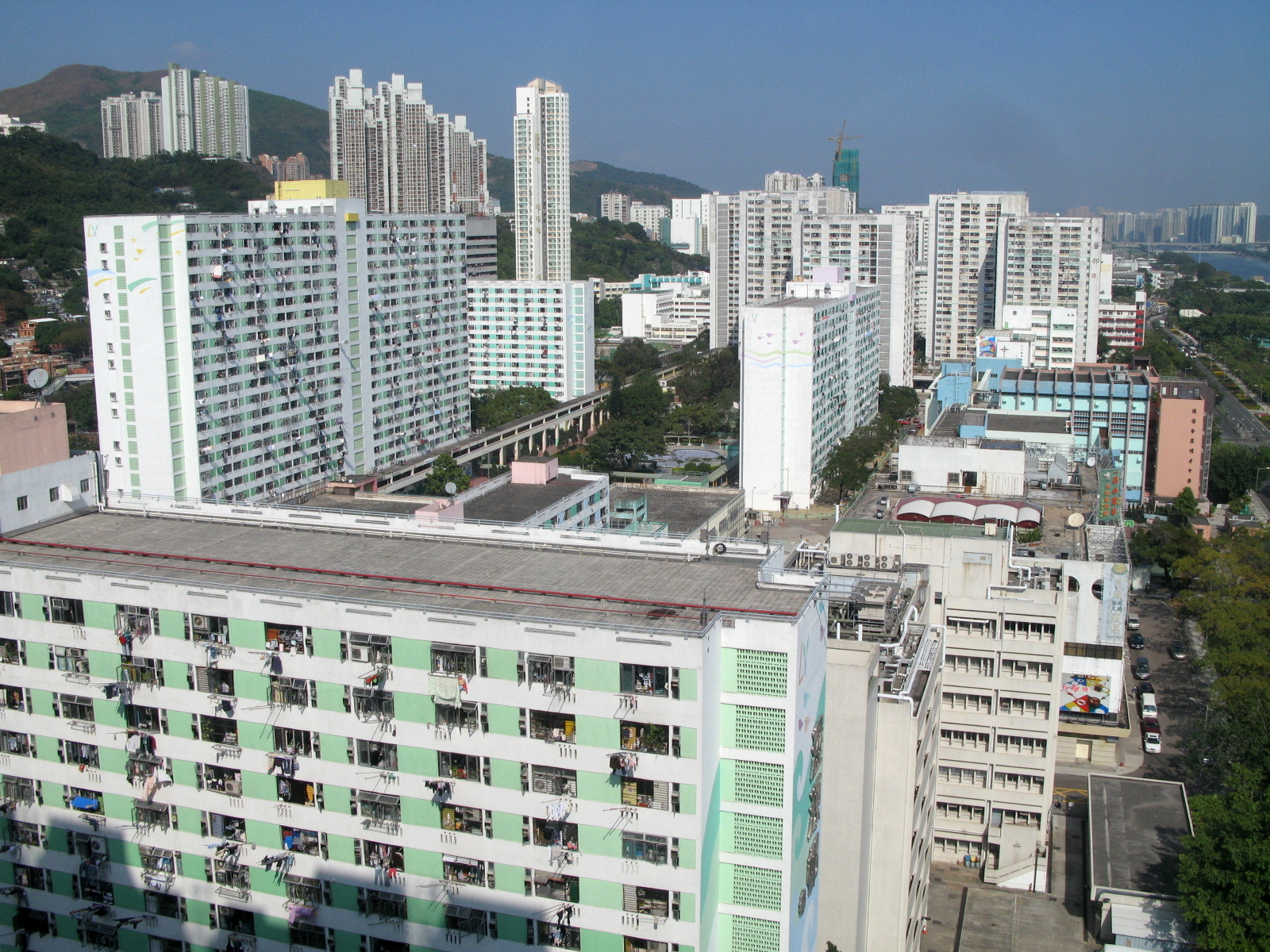
瀝源邨
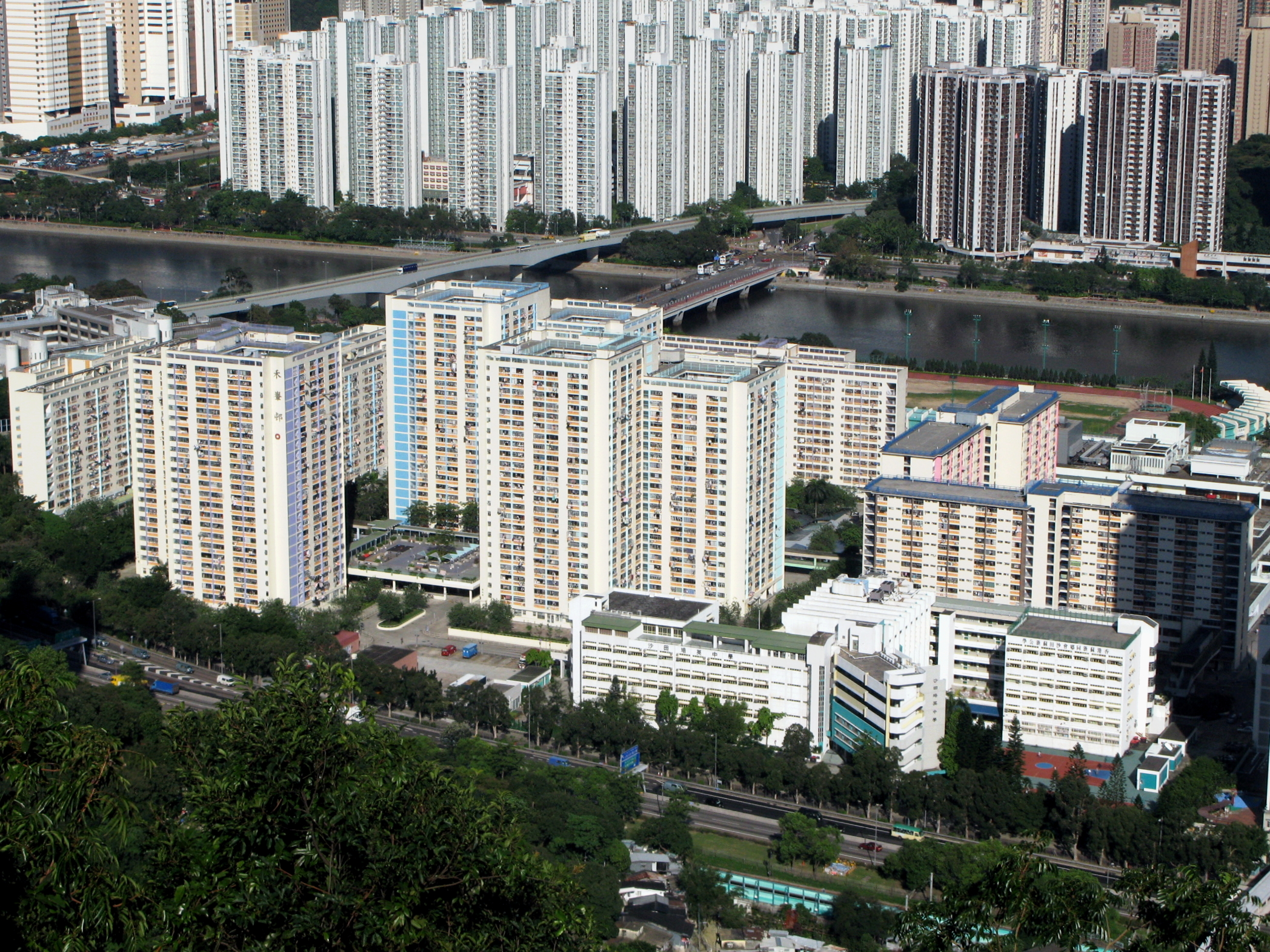
禾輋邨
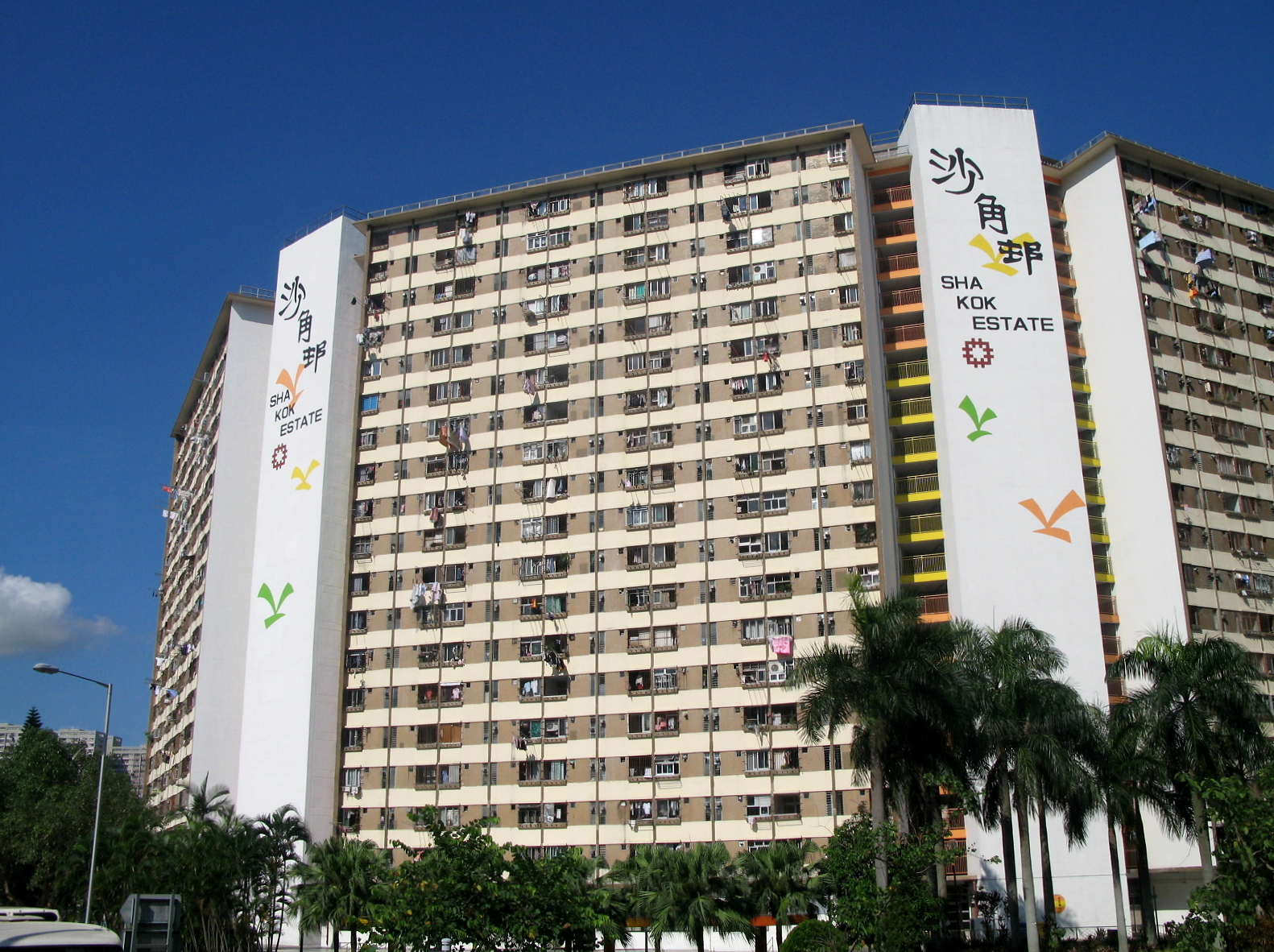
沙角邨
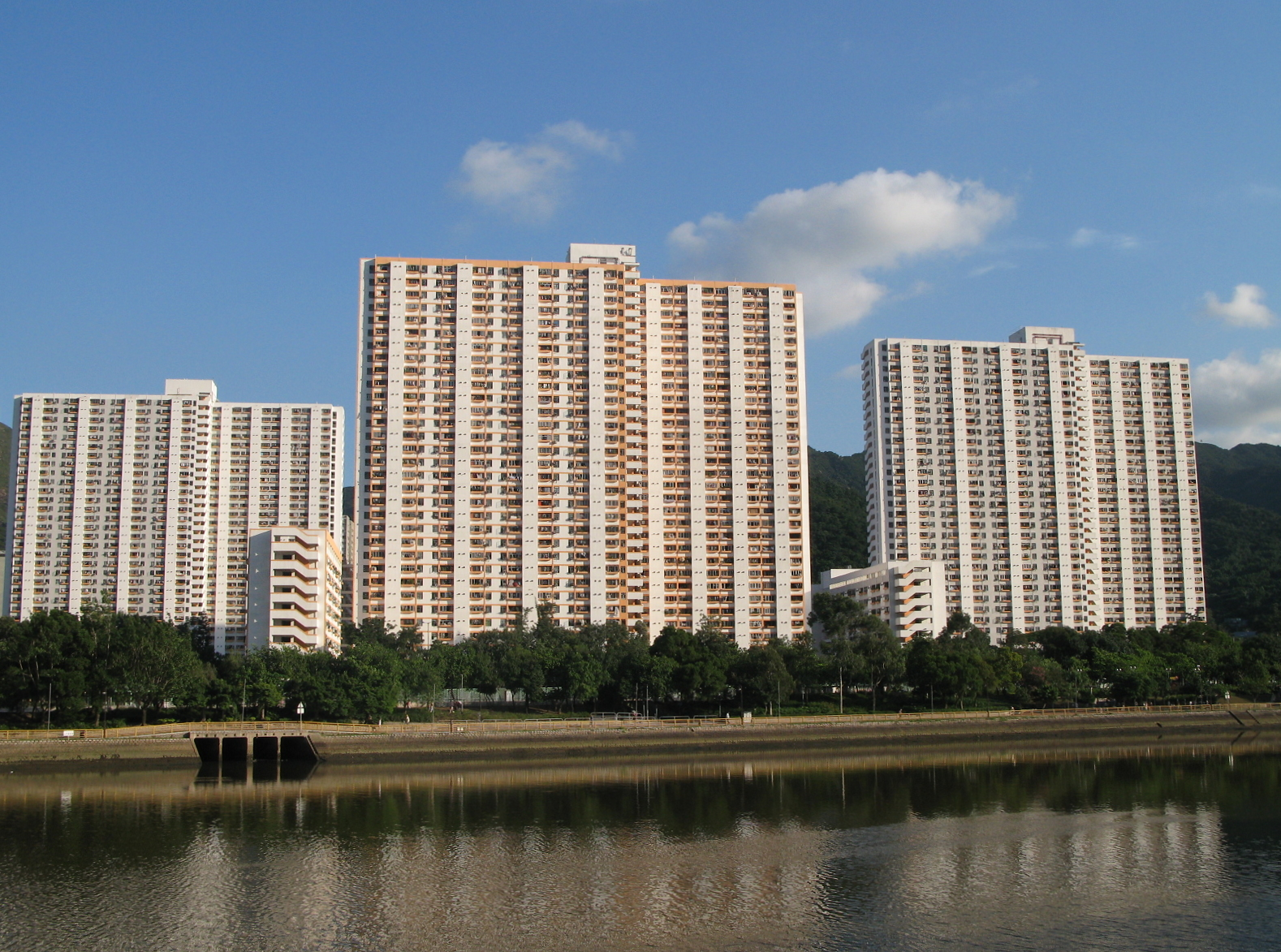
乙明邨
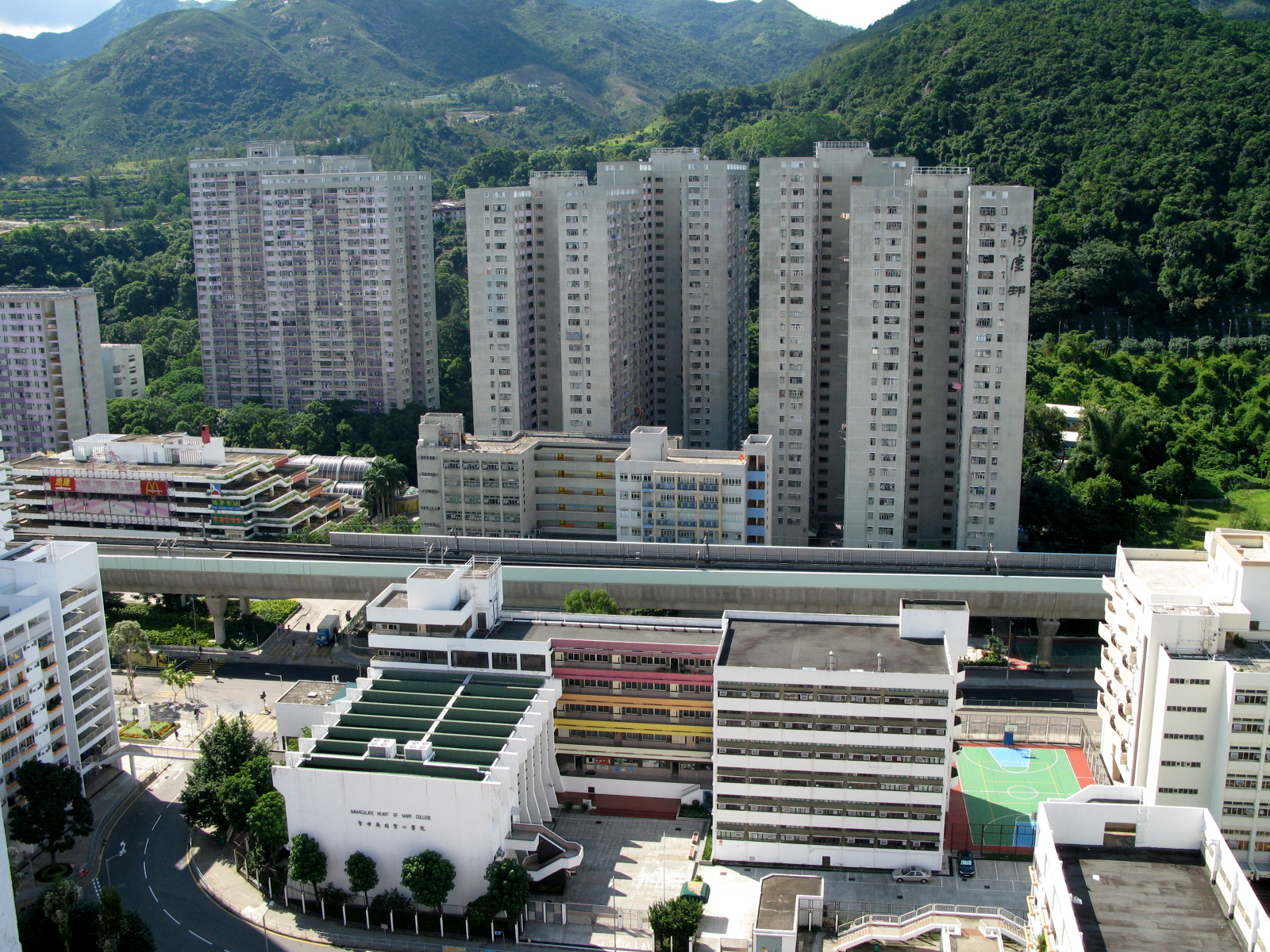
博康邨
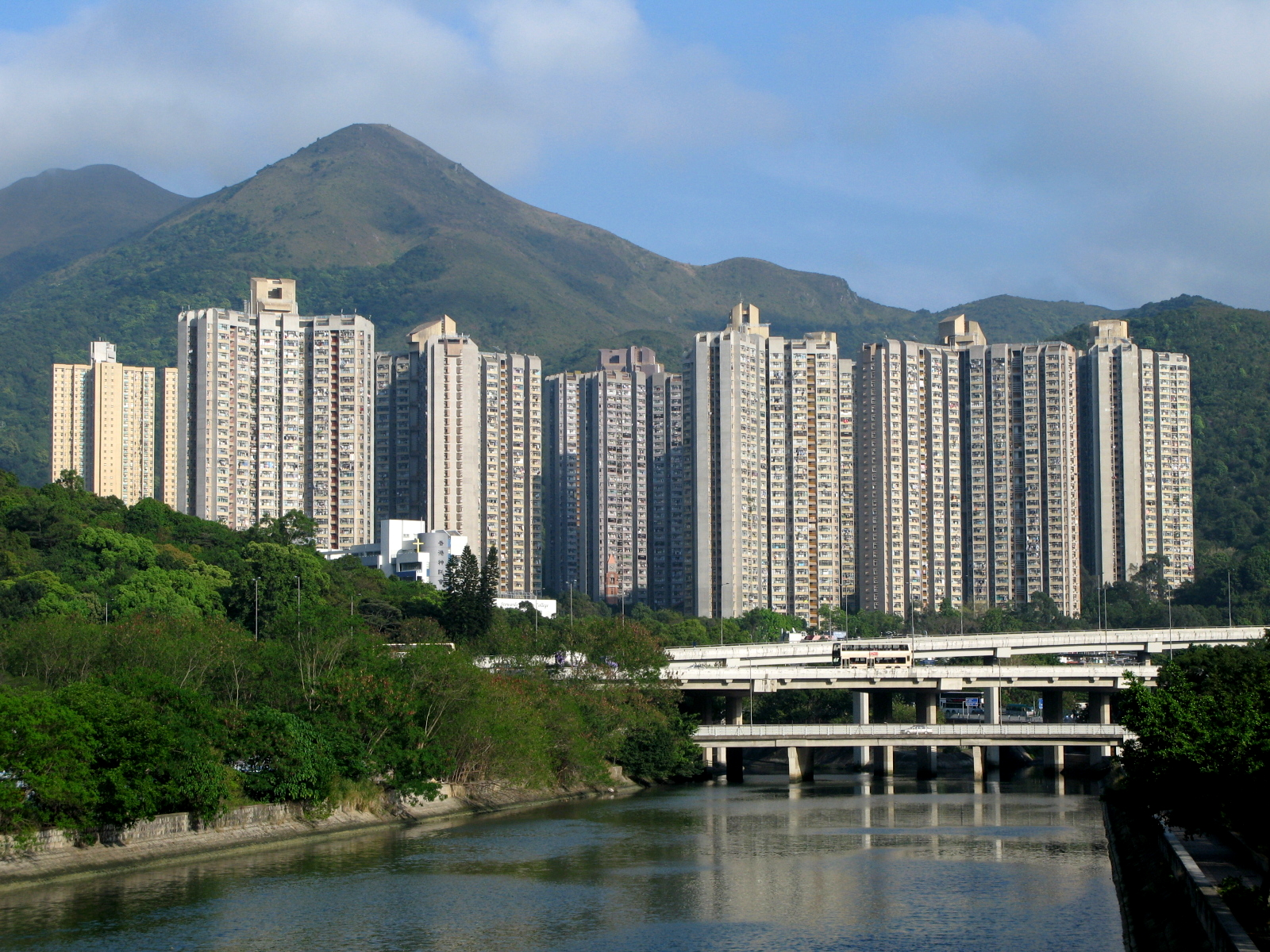
広源邨
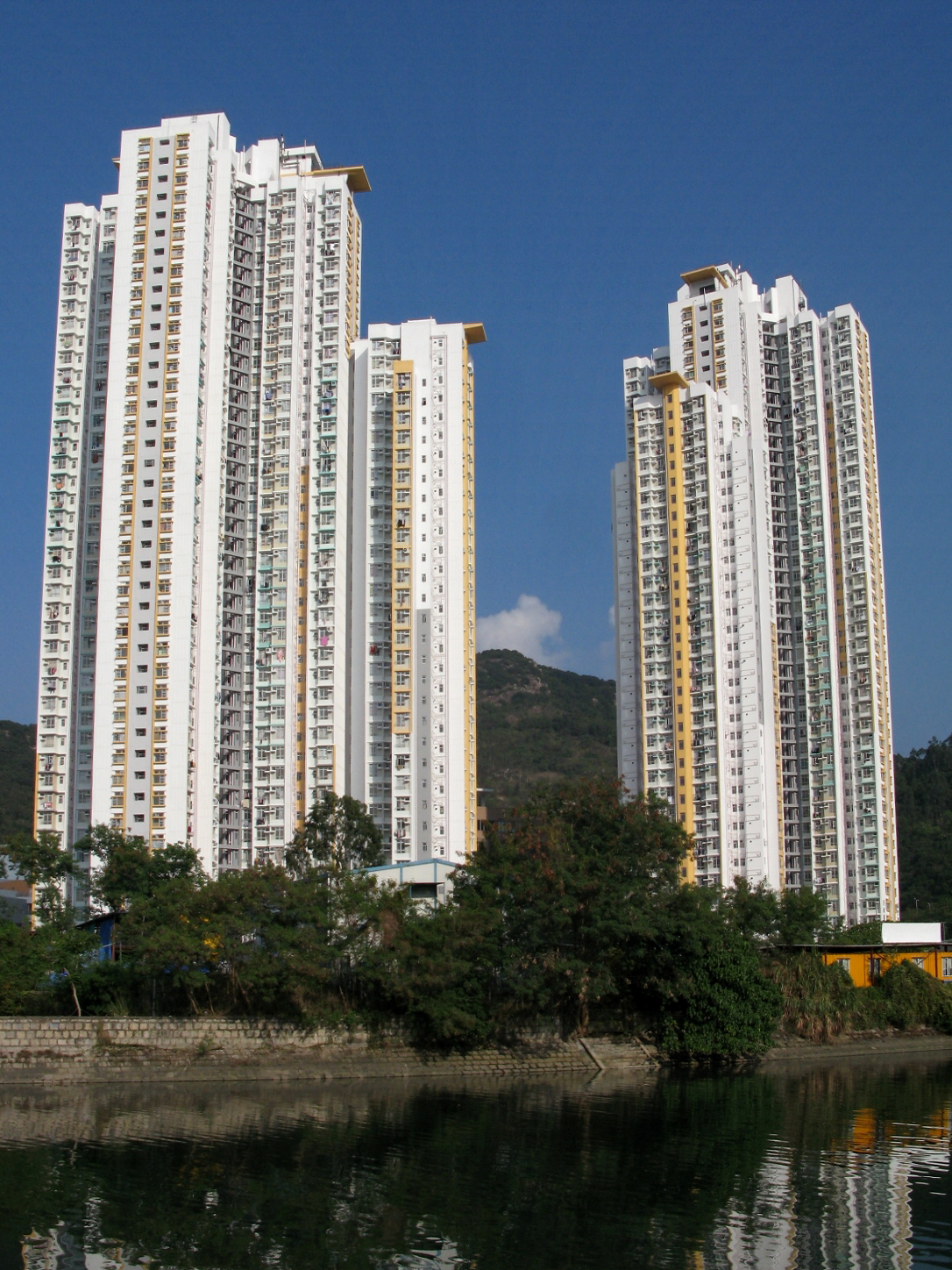
碩門邨
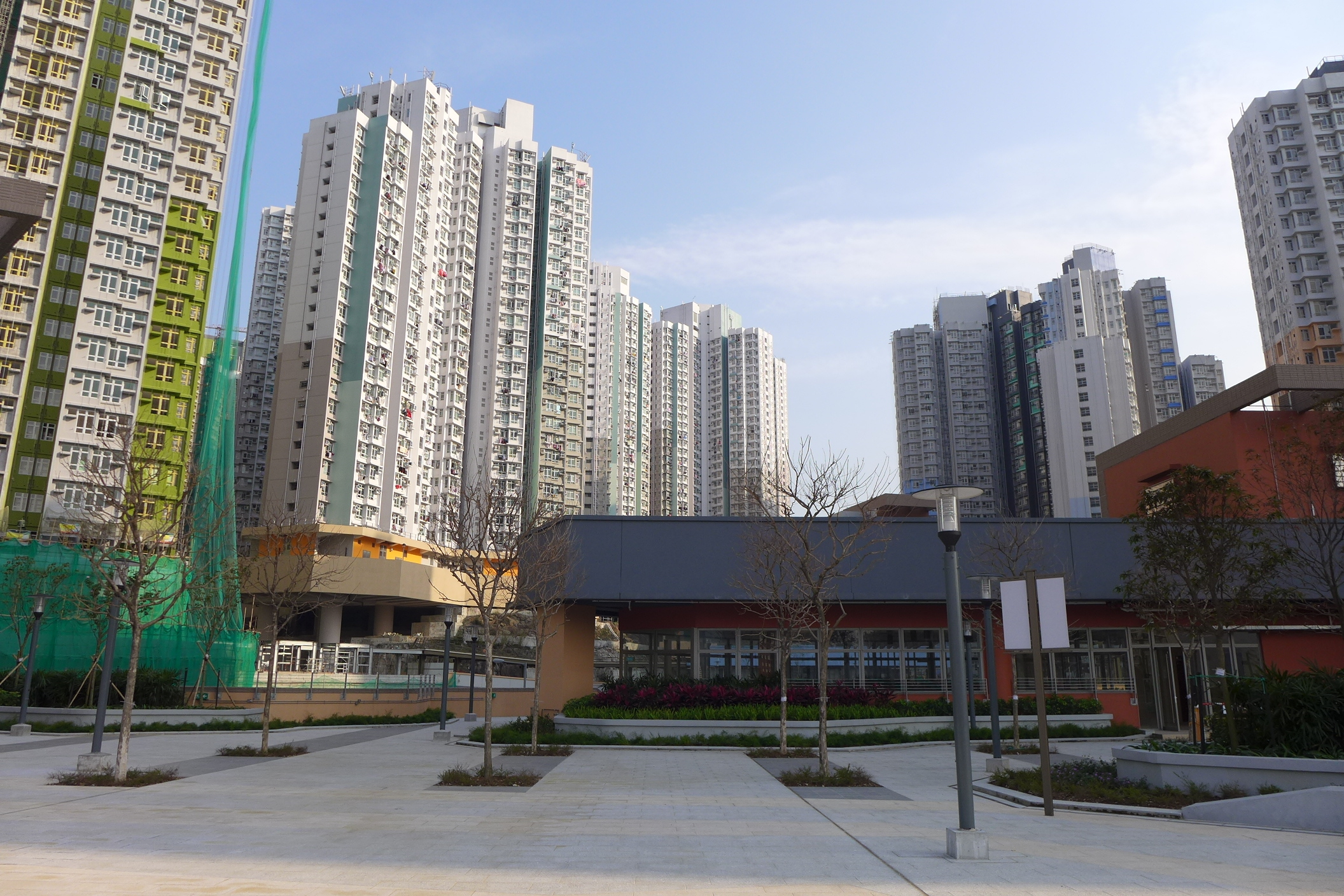
水泉澳邨

### 公的分譲住宅
香港住宅委員会は、公営住宅と同時に公的分譲住宅も建設した。火炭の中腹に位置する穗禾苑は、沙田で最初の公的分譲住宅であり、1983年に完成した。また、民間による区内最初の公的分譲住宅団地は海福花園で、1985年に入居開始した。馬鞍山・烏渓沙には香港最大の民間住宅である富宝花園があり、総戸数は4,200戸である。現在、沙田には、公的分譲住宅として、18の公営住宅と7の民間住宅が存在する。

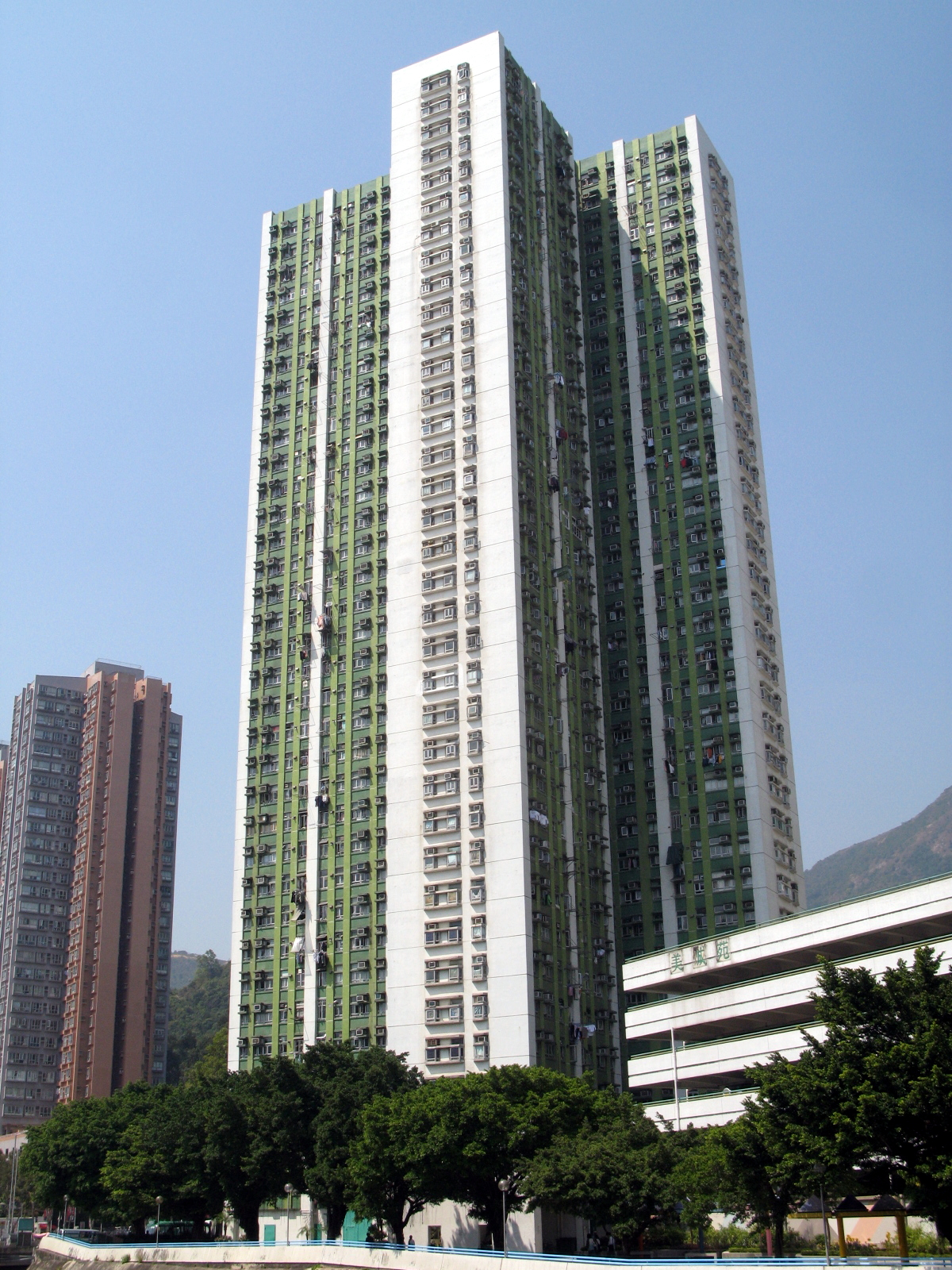
美城苑
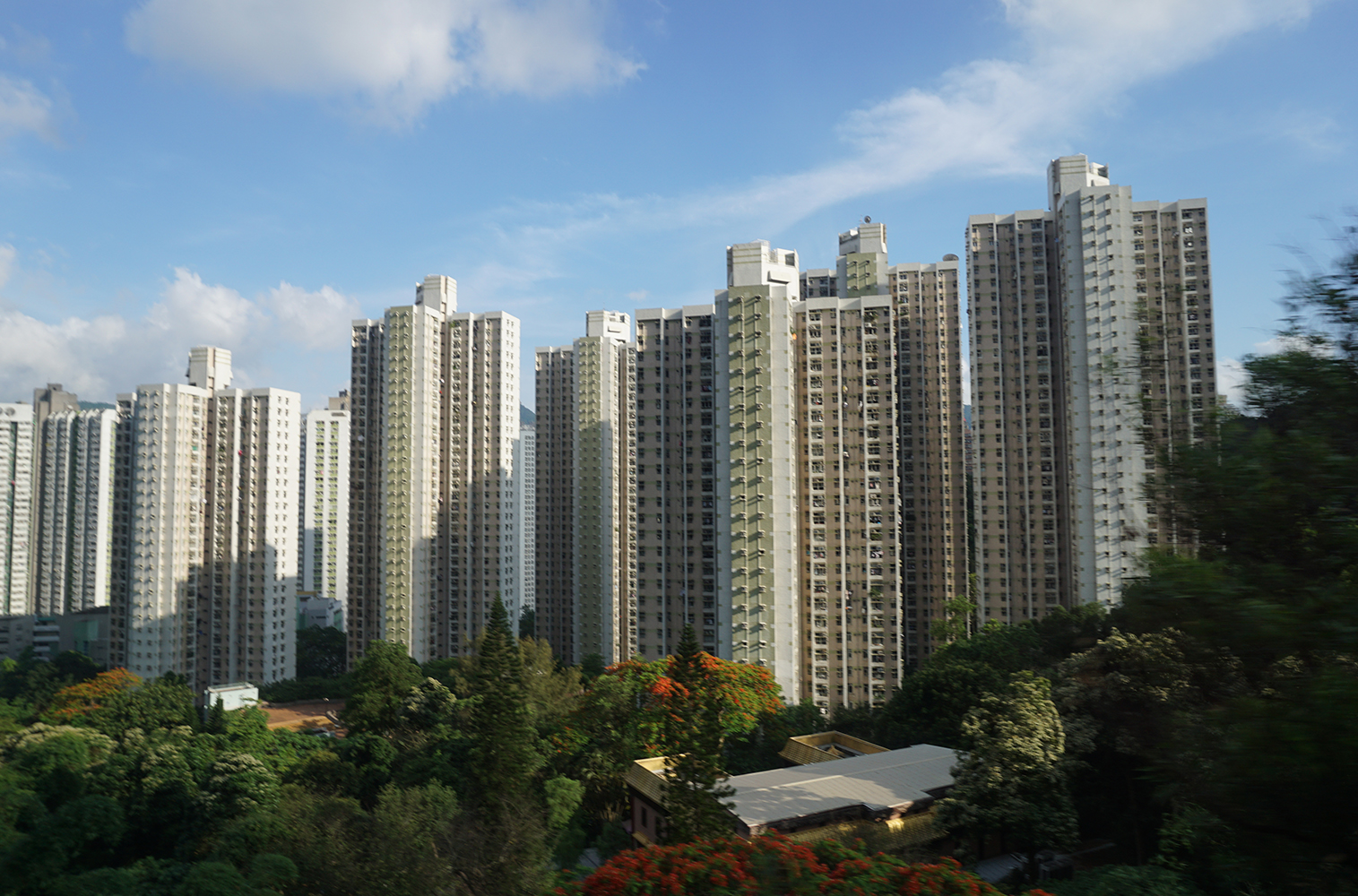
美松苑
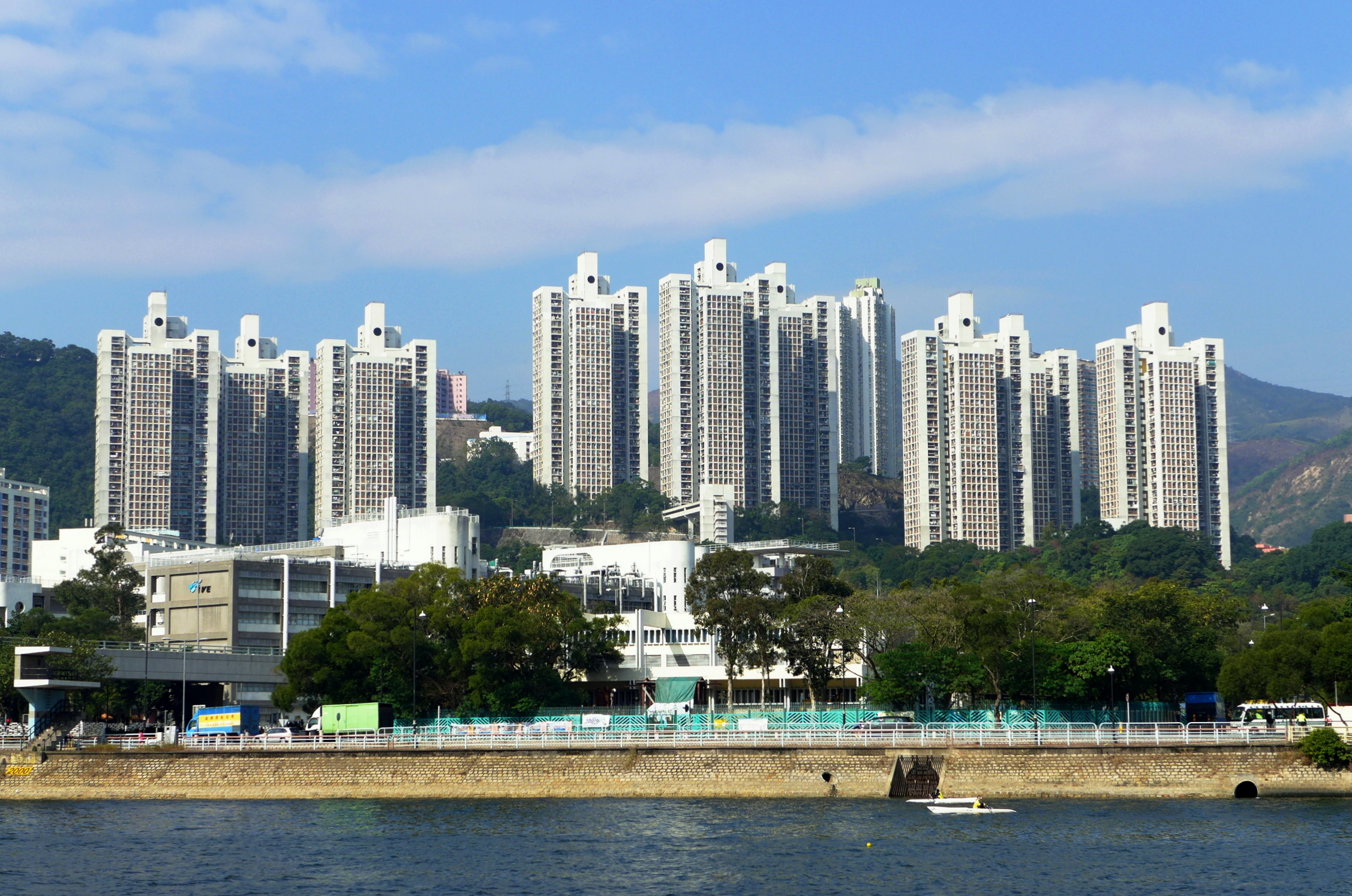
穗禾苑
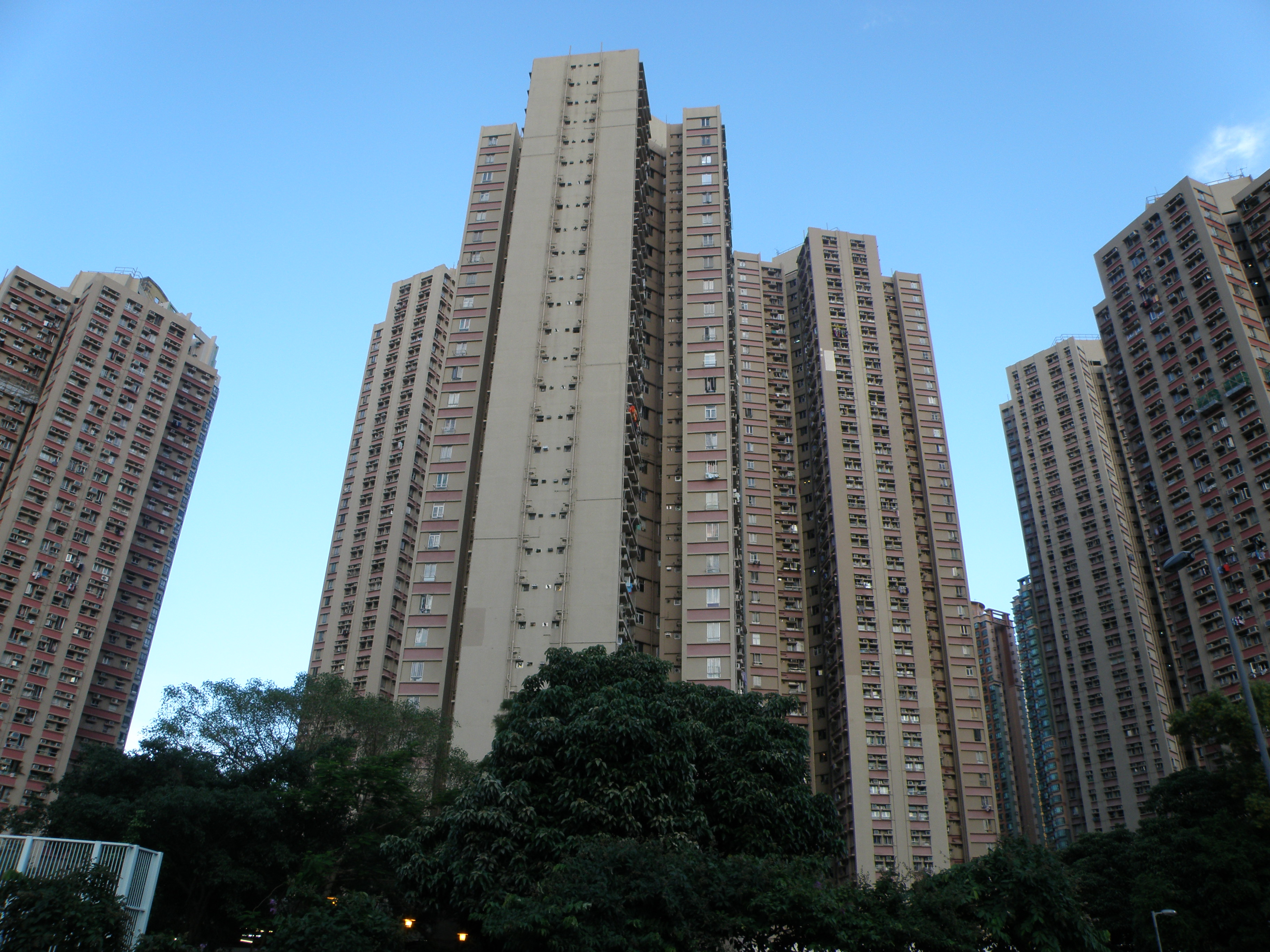
愉田苑
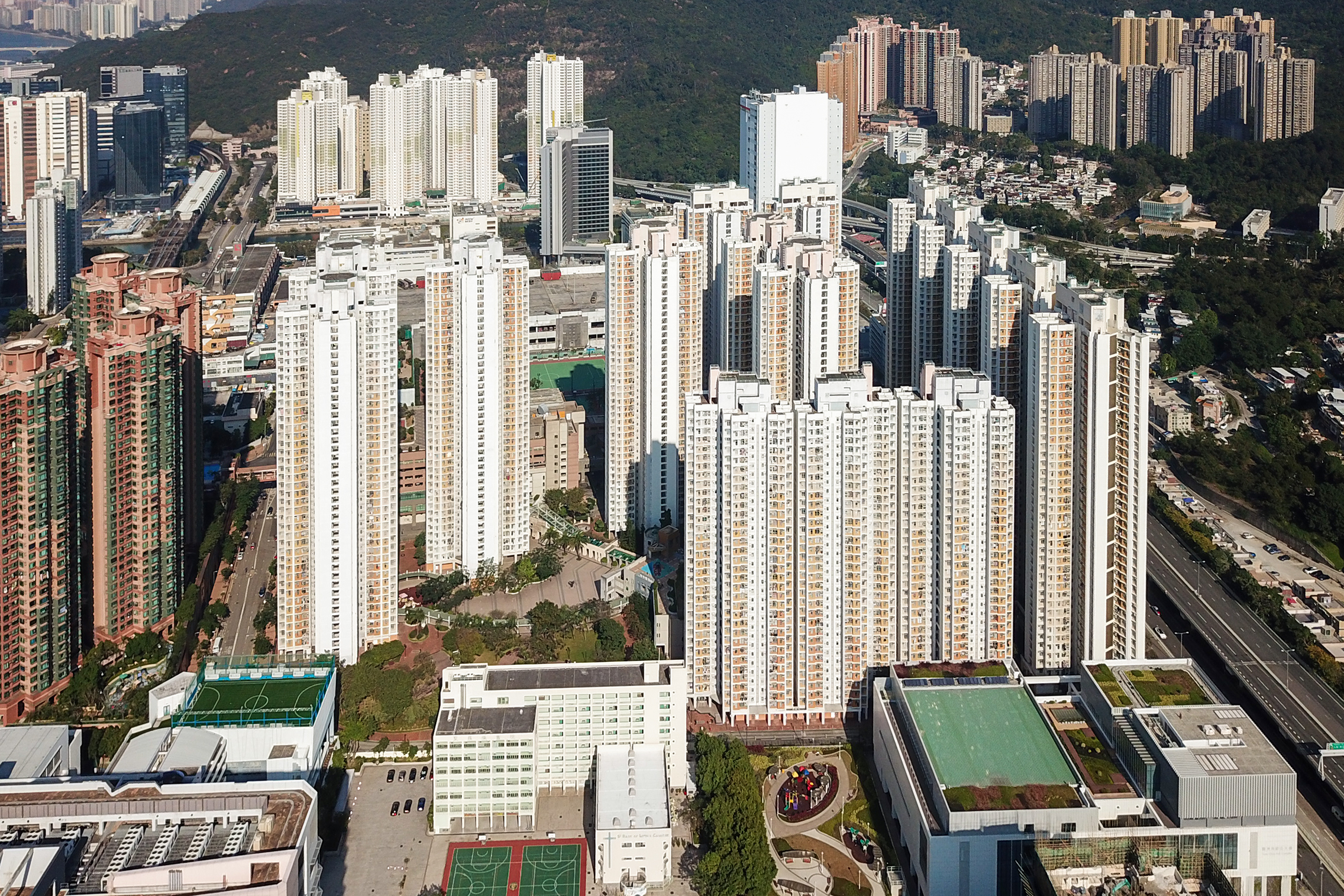
愉翠苑
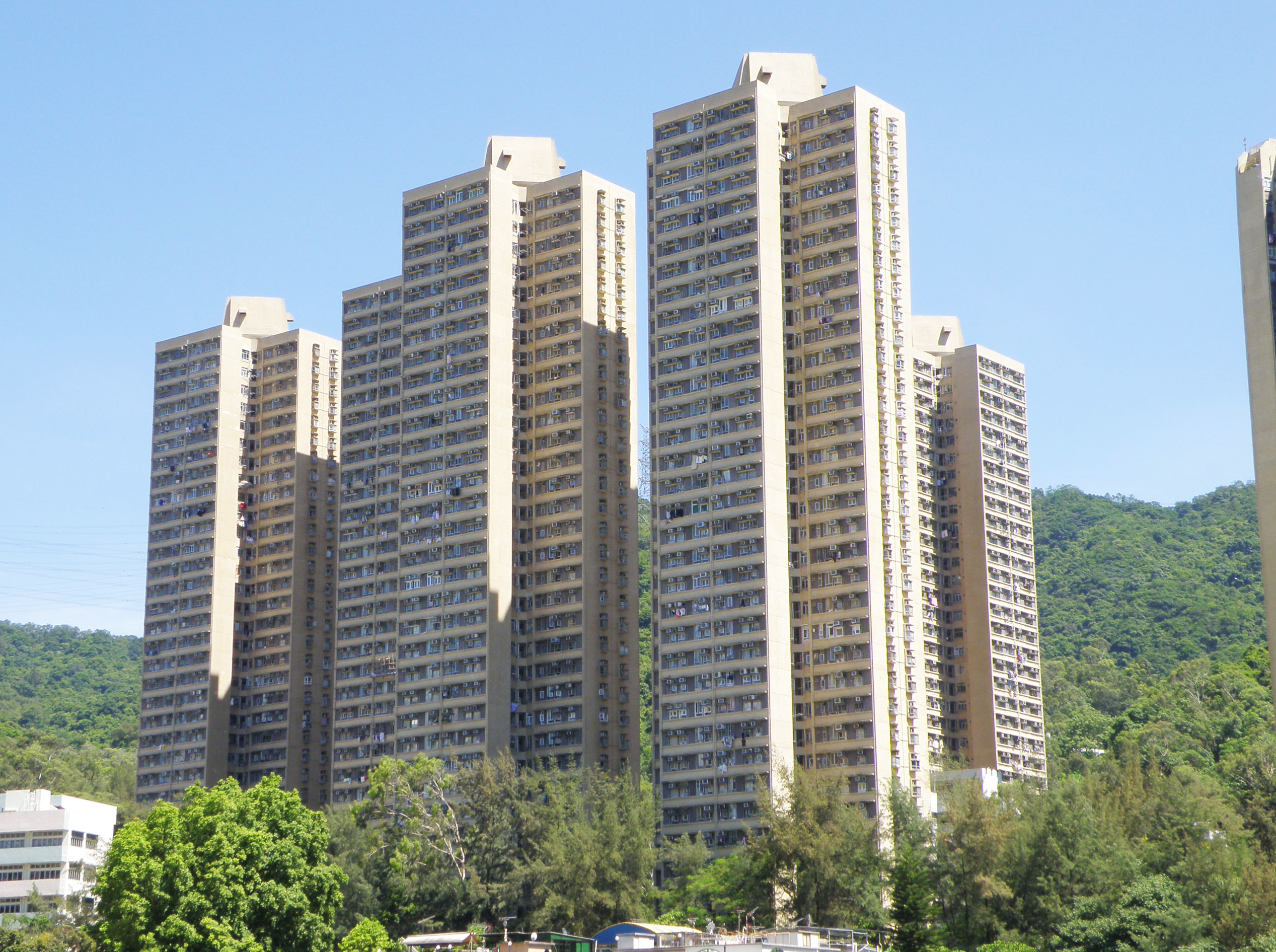
嘉田苑
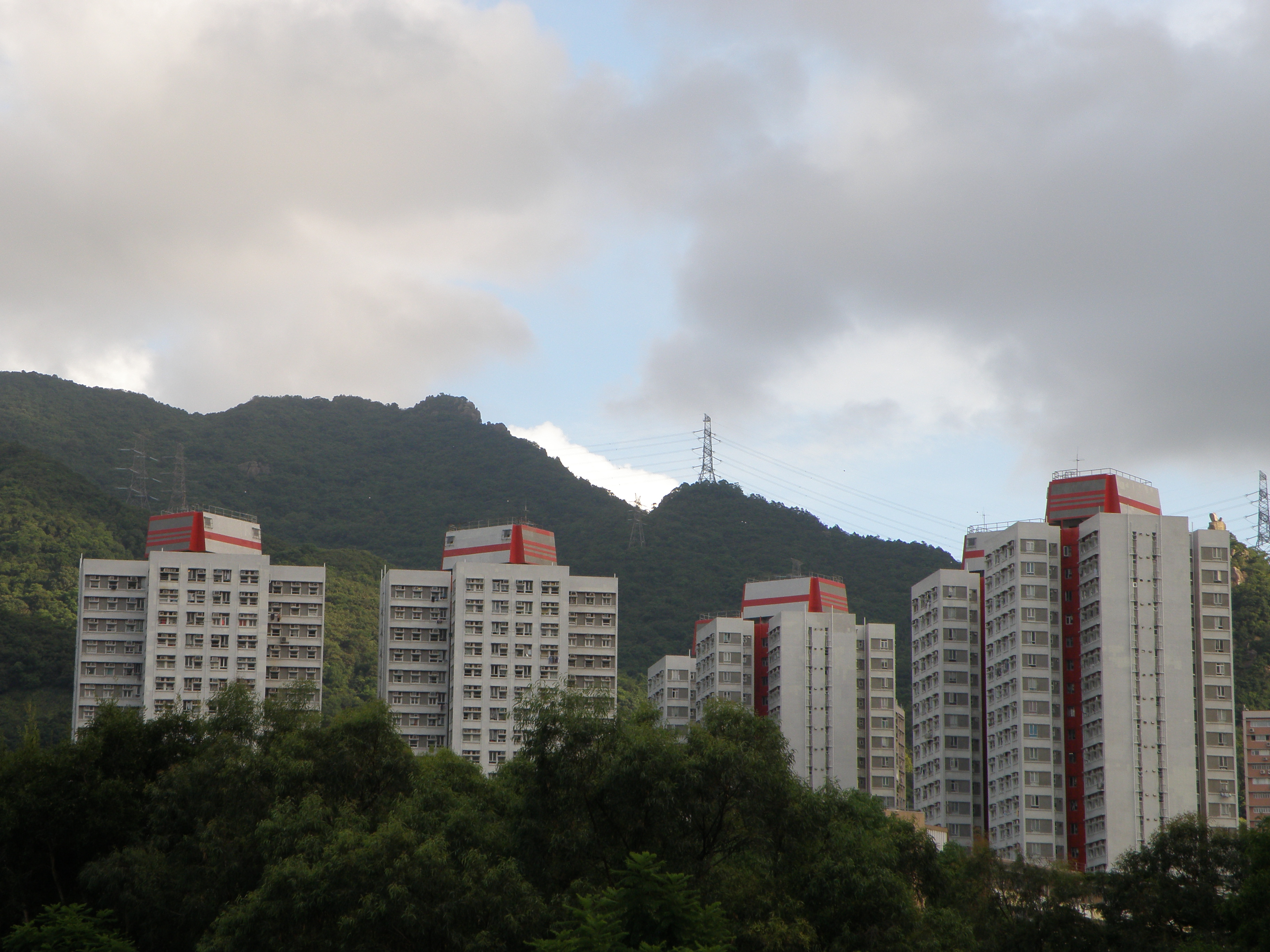
景田苑

### 民間住宅
多くの公営住宅が建設されるなか、大型の民間住宅として、1981年に沙田第一城が完成した。区内にはほかにも、銀禧花園、駿景園、新港城、富豪花園、名城といった大型の民間住宅が存在する。

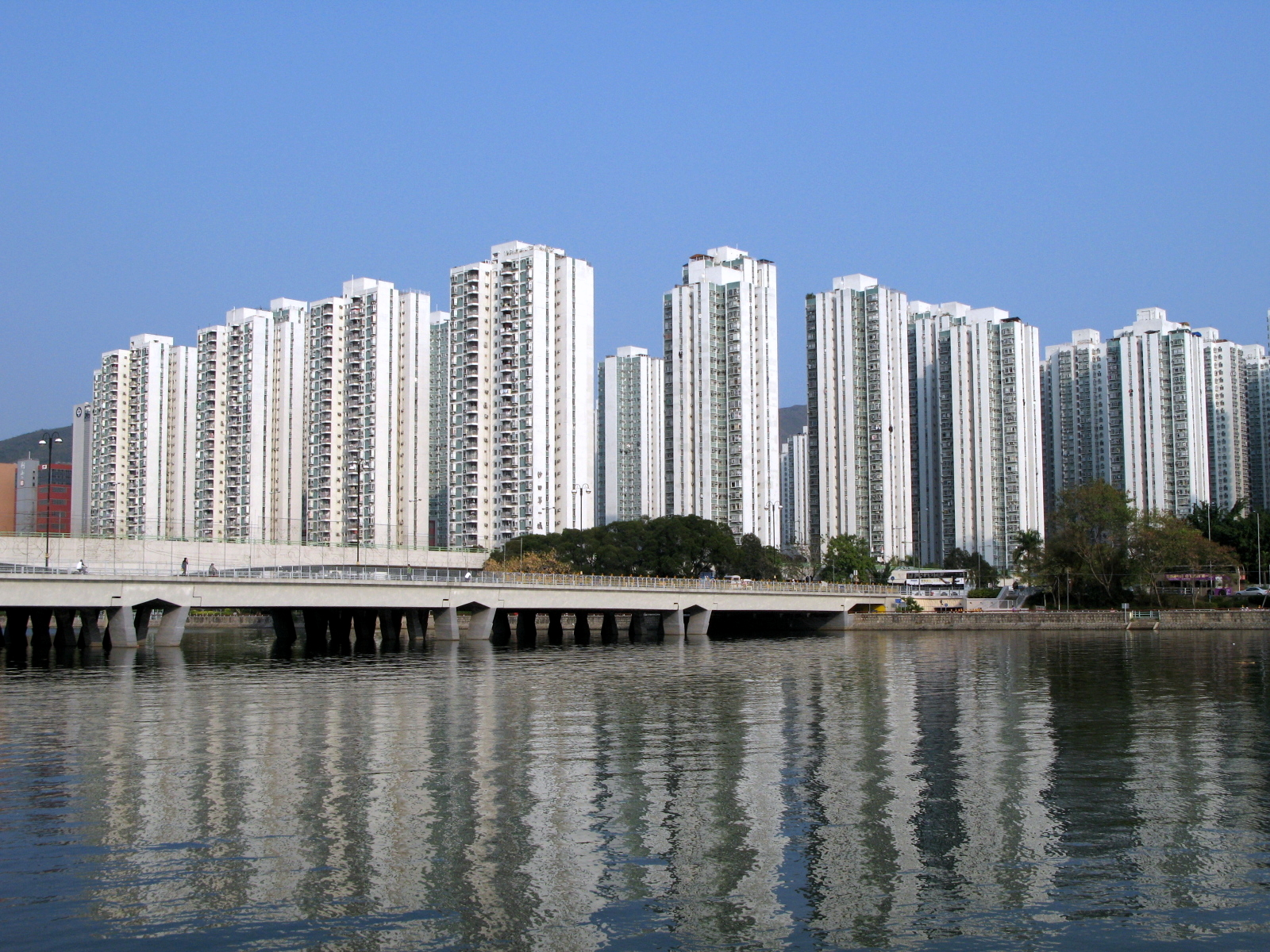
沙田第一城
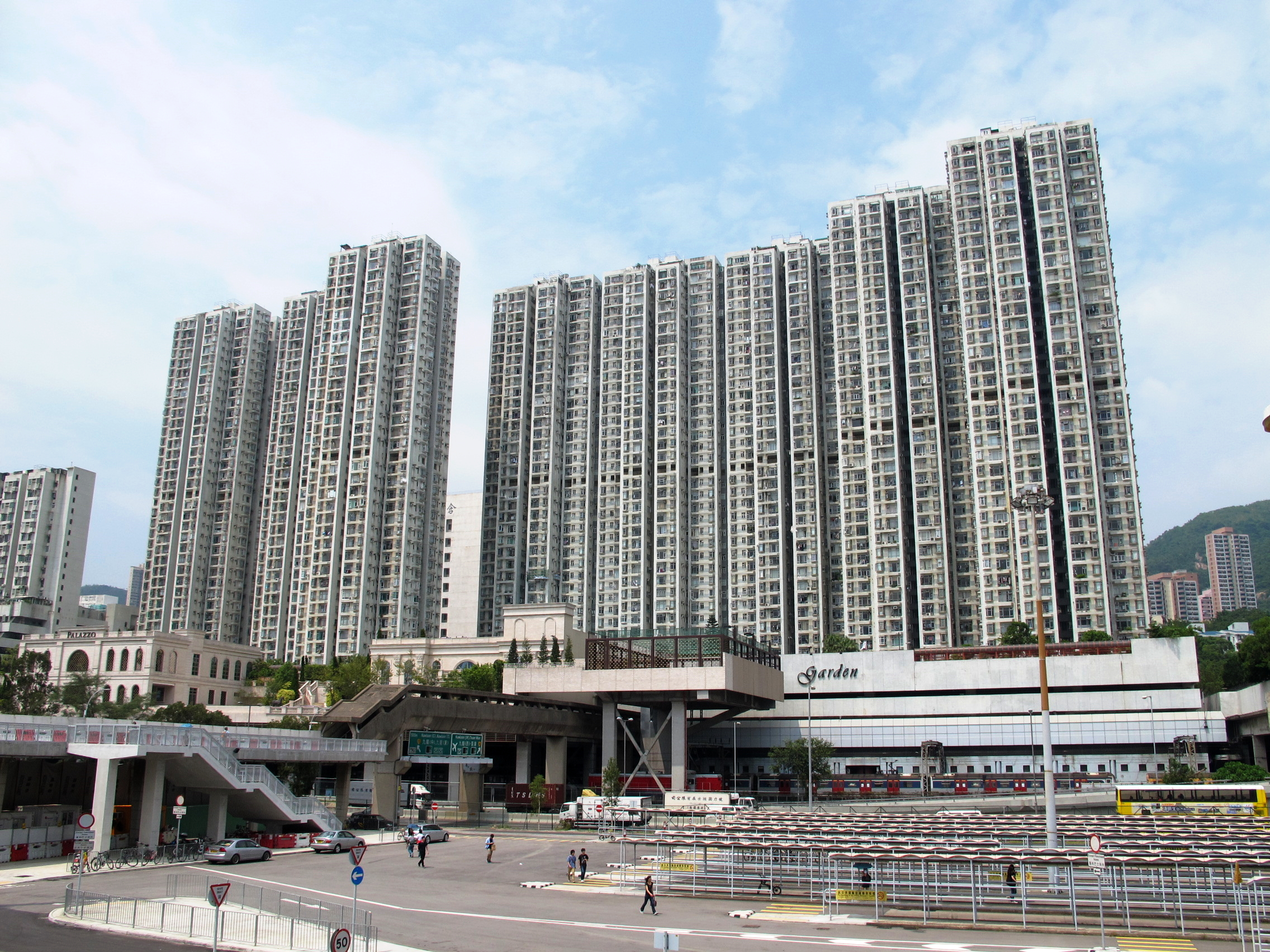
銀禧花園
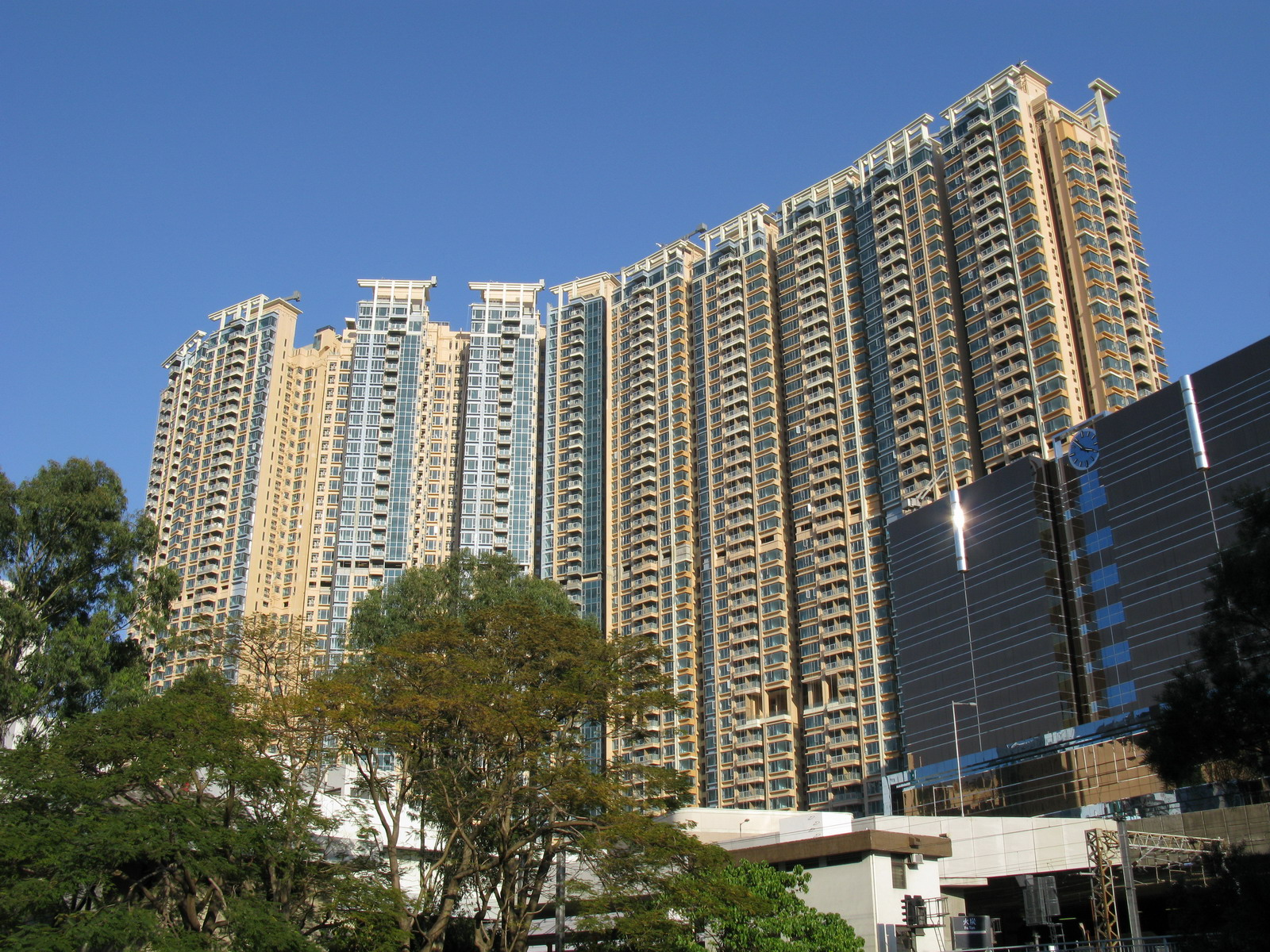
御龍山
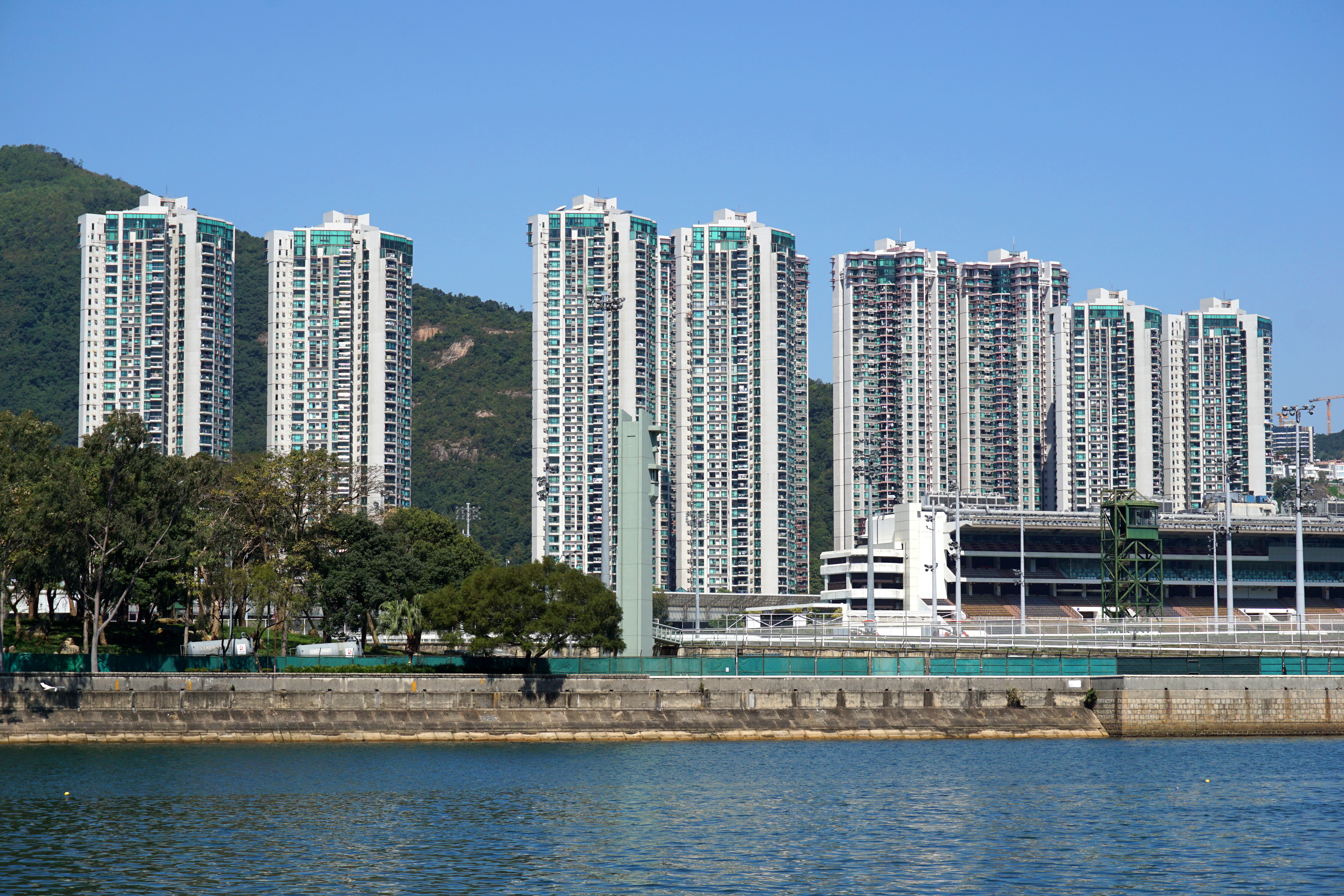
駿景園
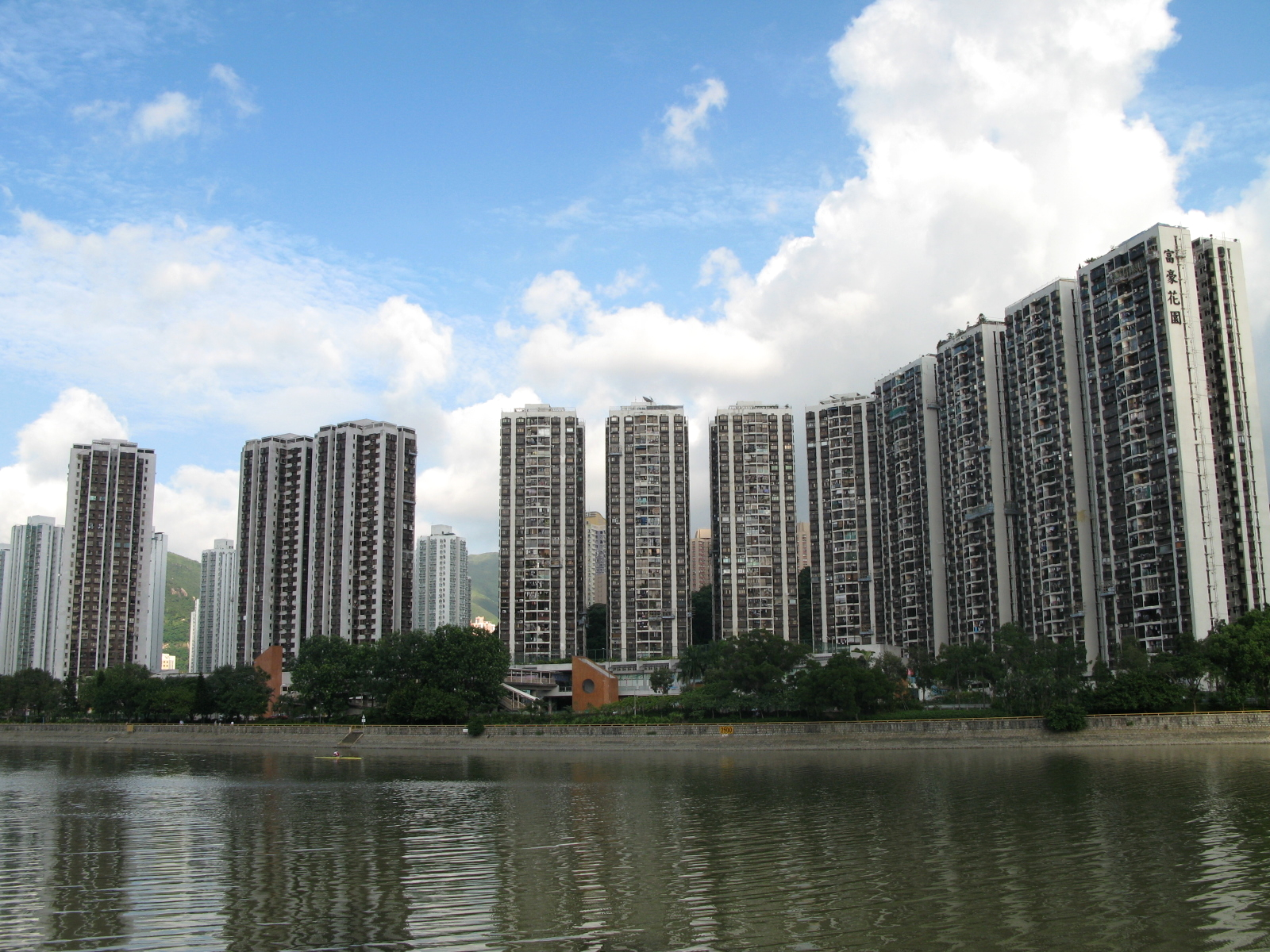
富豪花園
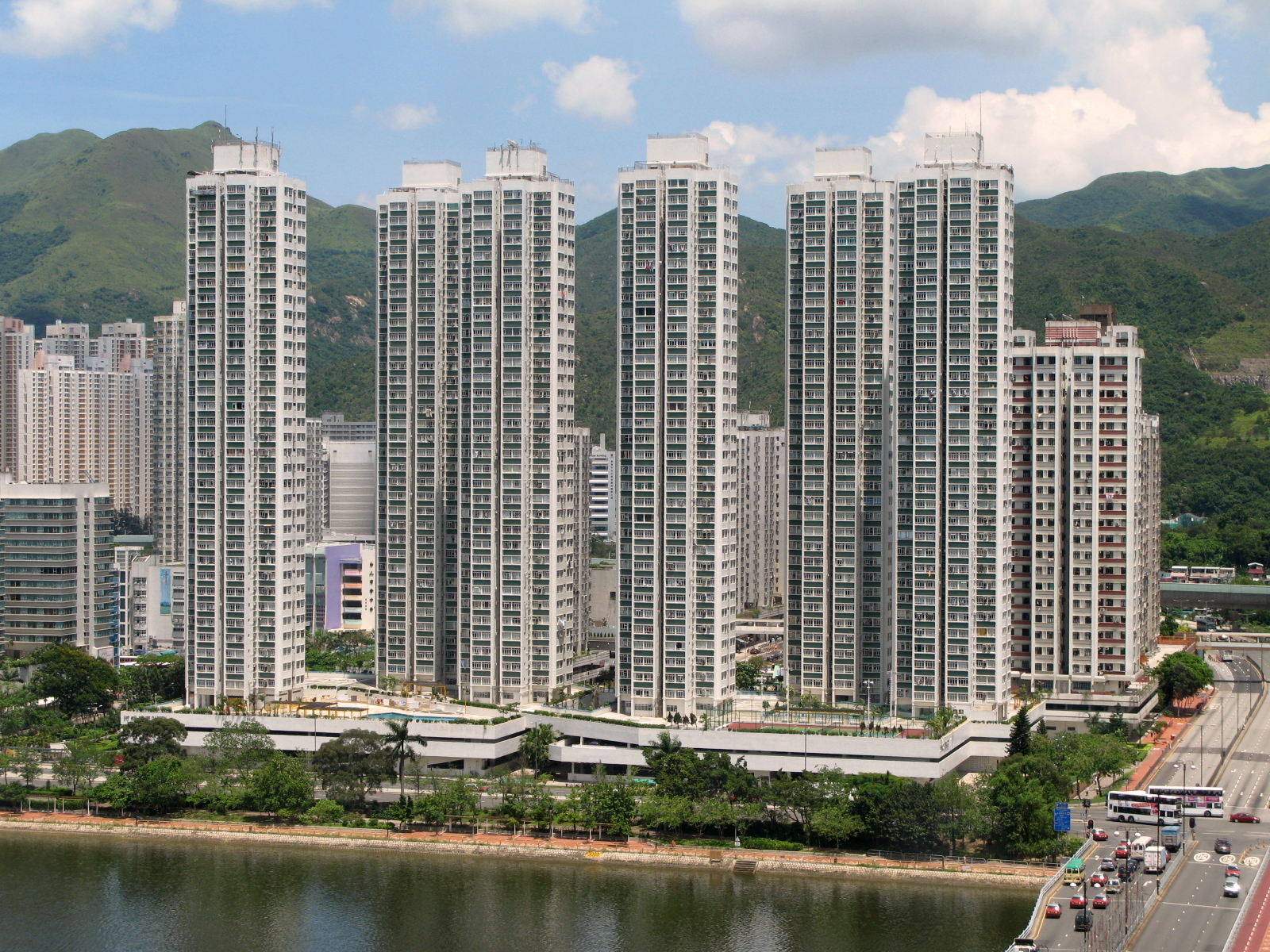
河畔花園
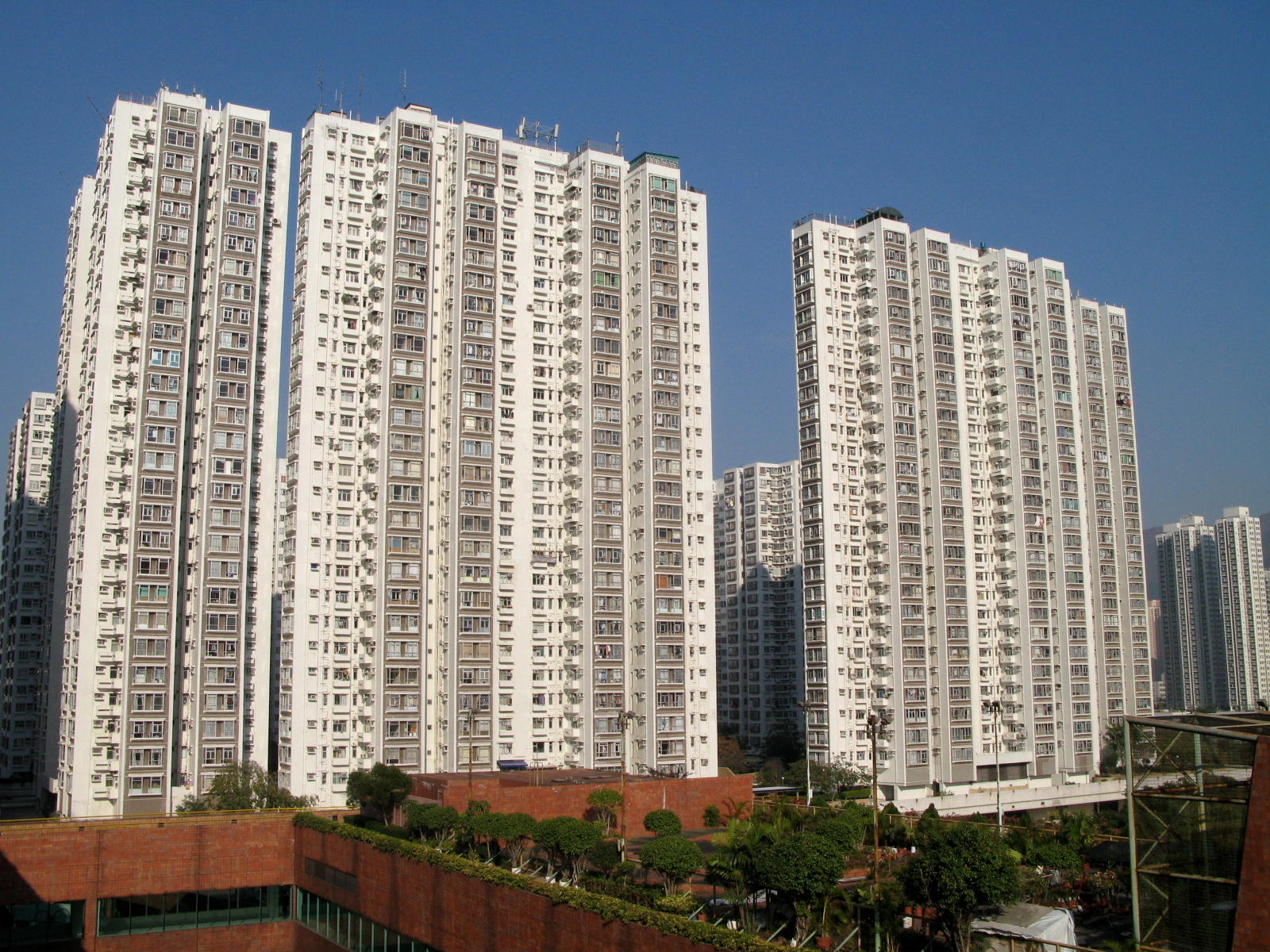
沙田中心
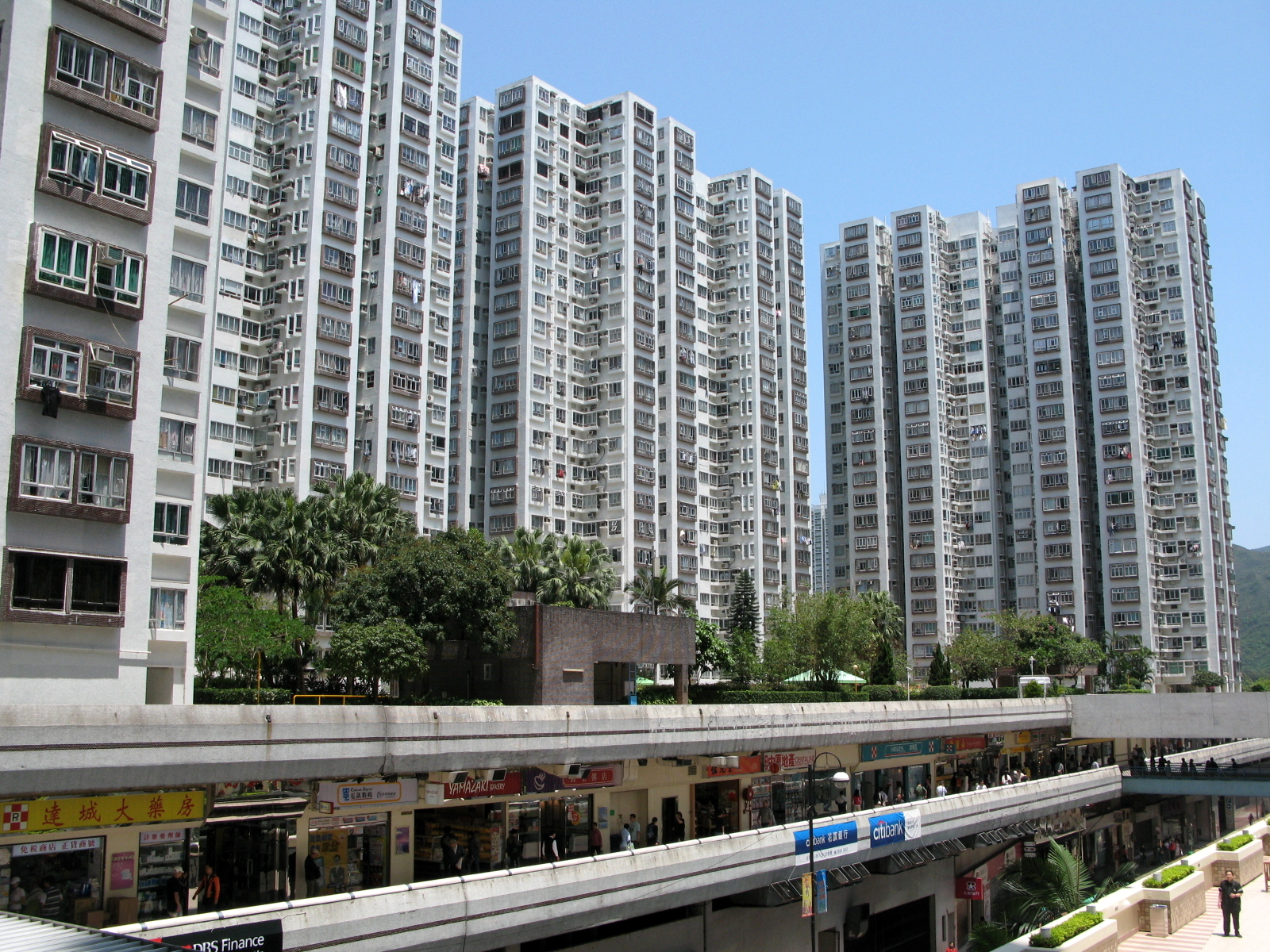
好運中心
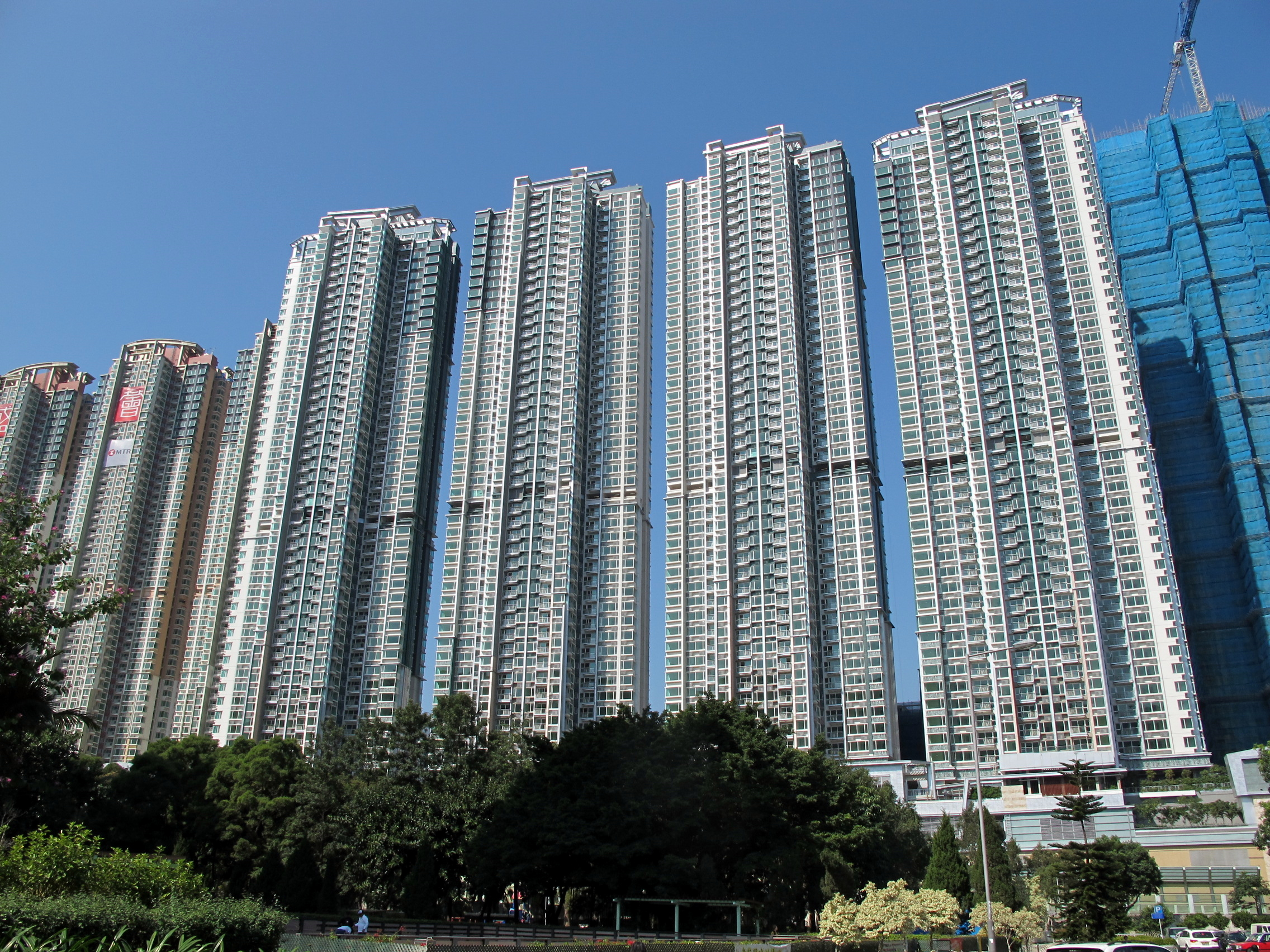
名城

### 原居民居住村

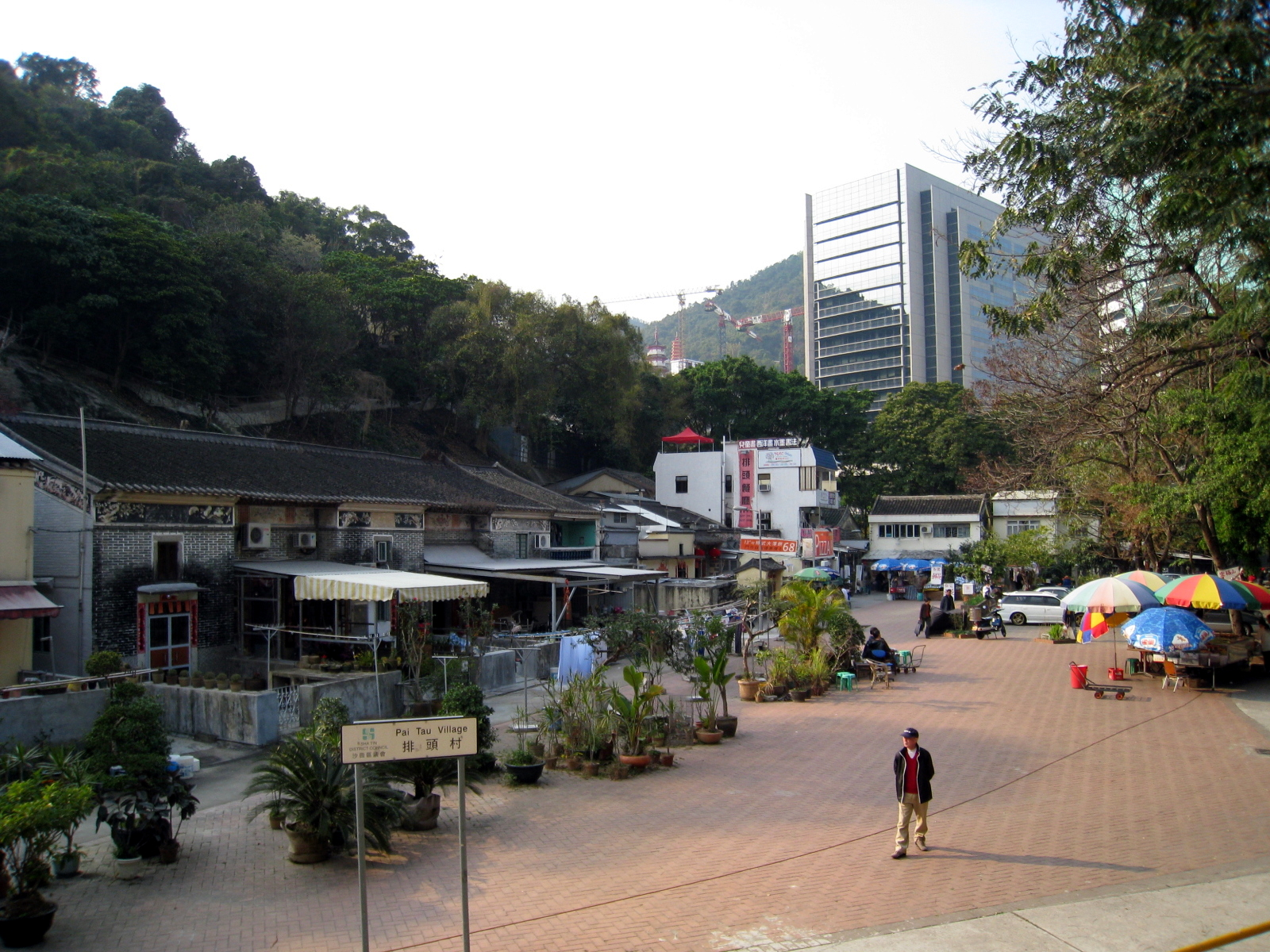
排頭村

沙田には原居民の住む村が48存在し、約2万9千人が居住する。沙田の村同士の協力を促進することを目的として、沙田九約という組織がつくられている。このなかで、大囲村は最も古く、1547年に設立された。ここでは「韋」という姓が多く、彼らは韓信の子孫だともいわれている。田心村も明代末期に建てられた古村の1つである。
第二次世界大戦後、沙田九約の業務を執り行う沙田郷公所が設立された。1978年には、沙田郷事委員会に改名され、現在は排頭に事務所を置き、郷議局のメンバーにもなっている。

## 公共施設
博物館
- 香港中文大学文物館（中国語版）
- 香港文化博物館

図書館
- 沙田公共図書館（中国語版）
- 馬鞍山公共図書館（中国語版）
- 瀝源公共図書館
- 圓洲角公共図書館（中国語版）

体育館
- 車公廟体育館（中国語版）
- 恒安体育館
- 美林体育館（中国語版）
- 馬鞍山体育館（中国語版）
- 源禾路体育館
- 顕径体育館（中国語版）
- 圓洲角体育館（中国語版）

プール
- 沙田賽馬会遊泳池（中国語版）
- 馬鞍山遊泳池（中国語版）
- 顕田遊泳池（中国語版）

公園
- 沙田公園（中国語版）
- シティアートスクエア（中国語版）
- 彭福公園（中国語版）
- 馬鞍山公園（中国語版）
- 馬鞍山ウォーターフロントプロムナード（中国語版）

スポーツグラウンド
- 沙田運動場（中国語版）
- 馬鞍山運動場（中国語版）
- 曾大屋遊楽場
- 顕田遊楽場（中国語版）

## 教育

### 大学
- 香港中文大学

### 中学校
- 楽道中学（中国語版）
- 沙田官立中学（中国語版）
- 五育中学（中国語版）
- 仏教黄允畋中学（中国語版）
- 沙田循道衛理中学（中国語版）
- 香港九龍塘基督教中華宣道会鄭栄之中学（中国語版）
- 東莞工商総会劉百楽中学（中国語版）
- 沙田崇真中学（中国語版）
- 保良局朱敬文中学
- 天主教郭得勝中学（中国語版）
- 梁文燕紀念中学（中国語版）
- 楽善堂楊葛小琳中学（中国語版）
- 博愛医院陳楷紀念中学
- 青年会書院（中国語版）
- 馬鞍山崇真中学（中国語版）
- 保良局胡忠中学（中国語版）
- 東華三院黄鳳翎中学（中国語版）
- 潮州会館中学（中国語版）
- 香港中国婦女会馮堯敬紀念中学（中国語版）
- 曾璧山（崇蘭）中学（中国語版）
- 仁済医院董之英紀念中学（中国語版）
- 馬鞍山聖若瑟中学（中国語版）
- 明愛馬鞍山中学
- 香港中文大学校友会聯会陳震夏中学
- 聖羅撒書院（中国語版）
- 基督書院（中国語版）
- 聖公会曾肇添中学（中国語版）
- 浸信会呂明才中学（中国語版）
- 沙田培英中学（中国語版）
- 沙田蘇浙公学（中国語版）
- 東華三院馮黄鳳亭中学（中国語版）
- 聖母無玷聖心書院（中国語版）
- 仏教覚光法師中学（中国語版）
- 聖公会林裘謀中学（中国語版）
- 台山商会中学（中国語版）
- 五旬節林漢光中学（中国語版）
- 東華三院邱金元中学（中国語版）
- 賽馬会体芸中学（中国語版）
- 培僑書院（中国語版）
- 香港李宝椿聯合世界書院（中国語版）
- 徳信中学（中国語版）
- 香港浸会大学附属学校王錦輝中小学（中国語版）
- 林大輝中学（中国語版）
- 香港神託会培基書院（中国語版）

### 小学校
- 聖母無玷聖心学校（中国語版）
- 沙田官立小学（中国語版）
- 循理会白普理基金循理小学（中国語版）
- 香港九龍塘基督教中華宣道会陳元喜小学（中国語版）
- 東莞工商総会張煌偉小学
- 迦密愛礼信小学（中国語版）
- 東華三院冼次雲小学
- 香港中文大学校友会聯会張煊昌学校（中国語版）
- 保良局王賜豪（田心谷）小学（中国語版）
- 循理会美林小学
- 九龍城浸信会禧年（恩平）小学
- 東華三院蔡栄星小学（中国語版）
- 香港九龍塘基督教中華宣道会台山陳元喜小学（中国語版）
- 馬鞍山聖若瑟小学（中国語版）
- 基督教香港信義会馬鞍山信義学校（中国語版）
- 保良局荘啓程小学（中国語版）
- 保良局雨川小学（中国語版）
- 九龍城浸信会禧年小学
- 呉氏宗親総会泰伯紀念学校（中国語版）
- 馬鞍山霊糧小学（中国語版）
- 香港道教聯合会純陽小学
- 馬鞍山循道衛理小学（中国語版）
- 聖公会馬鞍山主風小学（中国語版）
- 天主教聖華学校
- 慈航学校
- 沙田崇真学校
- 聖公会主風小学（中国語版）
- 基督教香港信義会禾輋信義学校
- 保良局蕭漢森小学
- 浸信会呂明才小学（中国語版）
- 救世軍田家炳学校
- 保良局朱正賢小学
- 胡素貞博士紀念学校
- 沙田循道衛理小学（中国語版）
- 世界龍岡学校黄耀南小学
- 路徳会梁鉅鏐小学（中国語版）
- 培基小学（中国語版）
- 浸信会沙田囲呂明才小学（中国語版）
- 沙田囲胡素貞博士紀念学校
- 培僑書院（中国語版）
- 香港浸会大学附属学校王錦輝中小学（中国語版）
- 安菲爾学校

### 特別支援学校
- 香港耀能協会高福耀紀念学校（広東語版）
- 才俊学校（中国語版）
- 沙田公立学校（中国語版）
- 明愛楽群学校（広東語版）
- 明愛楽進学校（広東語版）

### 国際学校
- 基督教国際学校（英語版）
- 香港李宝椿聯合世界書院（中国語版）
- 啓新書院（中国語版）
- 沙田学院（中国語版）

## 交通

### 鉄道
- 香港MTR

- ■東鉄線

（金鐘方面）- 大囲駅 - 沙田駅 - 火炭駅 - 馬場駅 - 大学駅 - （羅湖 / 落馬洲方面）
- ■屯馬線

(屯門方面) - 顕径駅 - 大囲駅 - 車公廟駅 - 沙田囲駅 - 第一城駅 - 石門駅 - 大水坑駅 - 恒安駅 - 馬鞍山駅 - 烏渓沙駅

### 道路

#### 幹線道路
幹線道路
- ：獅子山トンネル（中国語版）、獅子山隧道公路（中国語版）、沙田路（中国語版）
- ：大老山トンネル（中国語版）、大老山公路（中国語版）
- ：尖山トンネル・沙田嶺トンネル（中国語版）、青沙公路（中国語版）、大囲トンネル
- ：城門トンネル（中国語版）、城門隧道公路（中国語版）、大埔公路（中国語版）、吐露港公路（中国語版）

市区道路
- 沙瀝公路（中国語版）
- 車公廟路（中国語版）
- 大涌橋路（中国語版）
- 馬鞍山繞道（中国語版）